# Plan Cerdá
El Plan Cerdá fue un plan de reforma y ensanche de la ciudad de Barcelona de 1860 que seguía criterios del plan hipodámico, con una estructura en cuadrícula, abierta e igualitaria. Fue creado por el ingeniero civil Ildefonso Cerdá y su aprobación fue polémica por haber sido impuesto desde el Gobierno de España en contra del plan de Antonio Rovira y Trías que había ganado un concurso del Ayuntamiento de Barcelona.
El ensanche contemplado en el plan se desplegaba sobre una inmensa superficie que estaba libre de construcciones al ser considerada zona militar estratégica. Proponía una cuadrícula continua de manzanas de 113,3 metros desde el Besós hasta Montjuic, con calles de 20, 30 y 60 metros con una altura máxima de construcción de 16 metros. La novedad en la aplicación del plan hipodámico consistía en que las manzanas tenían chaflanes de 45° para permitir una mejor visibilidad.
El desarrollo del plan duró casi un siglo. A lo largo de todo este tiempo, el plan se ha ido transformando y muchas de sus directrices no se aplicaron. Los intereses de los propietarios del suelo y la especulación desvirtuaron finalmente el plan Cerdá.
Ildefonso Cerdá inspiró el Plan en el lema: "ruralizar la ciudad y urbanizar el campo”.

## Contexto histórico

### La Barcelona delsigloXIX. Insalubre y oprimida

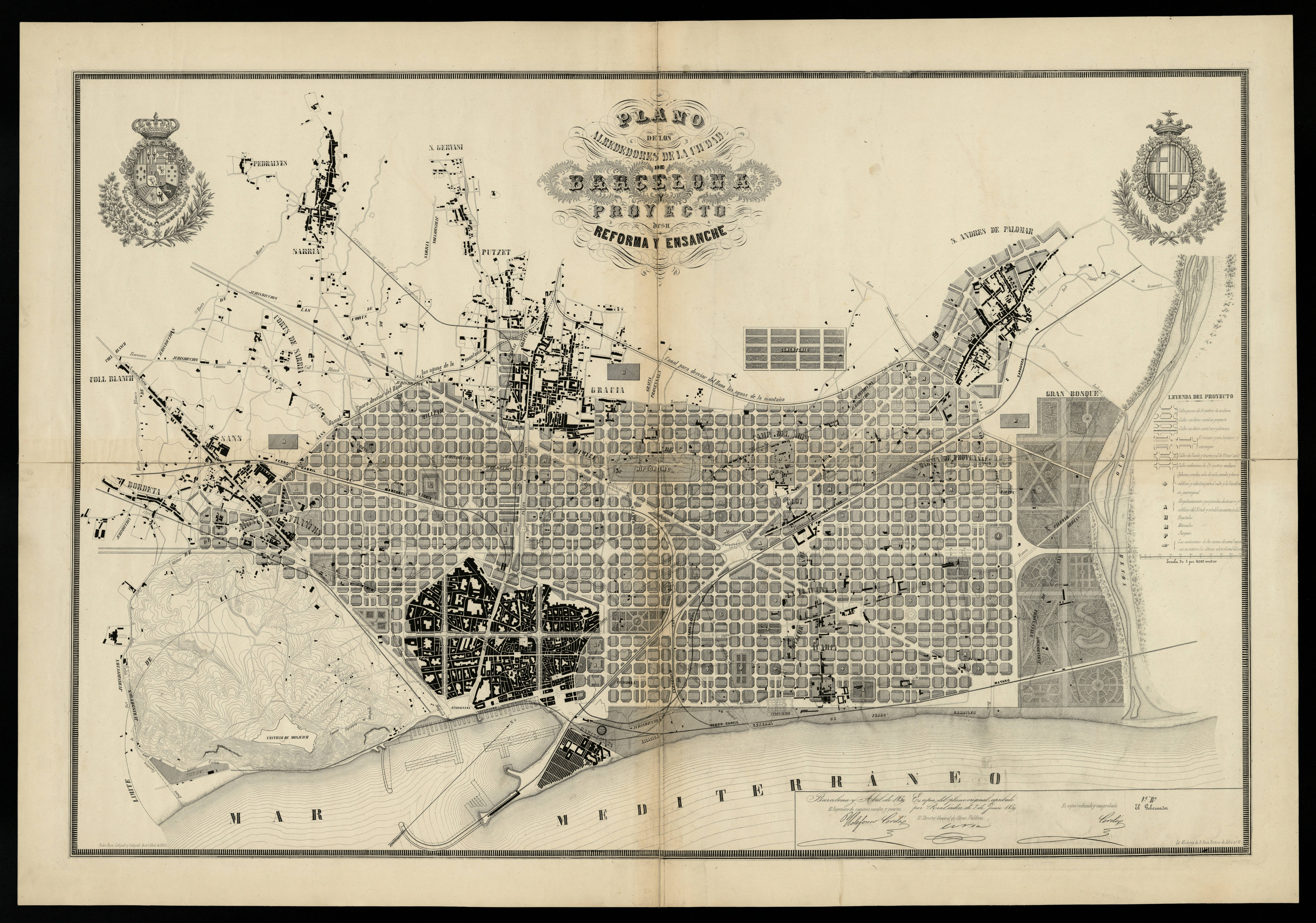
Proyecto original del Plan Cerdá

A lo largo del siglo XVIII y la primera parte del XIX la situación sanitaria y social de la población de Barcelona se había ido haciendo asfixiante. La muralla medieval que había permitido a la ciudad resistir siete asedios entre 1641 y 1714 representaba ahora un freno a la expansión urbana. El crecimiento demográfico elevó la población de 115.000 habitantes en 1802 a 140.000 en 1821 y llegó a 187.000 en 1850. Los 6 km de muralla rodeaban una superficie un poco por encima de los 2 km², si bien el 40% del espacio estaba ocupado por 7 cuarteles, 11 hospitales, 40 conventos y 27 iglesias.
Las condiciones de salubridad empeoraban fruto de la densidad y de la falta de infraestructuras sanitarias como redes de alcantarillado o agua corriente. Los entierros en cementerios delante de las iglesias eran focos de infecciones, de contaminación de aguas subterráneas y de epidemias. A pesar de la decisión de hacer los entierros en el cementerio de Pueblo Nuevo decretada en 1819 por el obispo Pablo de Sichar, no se consolidó su funcionamiento hasta mediados del siglo XIX. A partir de este momento, y forzado por ordenanzas militares, empezaron a recuperarse los espacios de los cementerios en las puertas de las iglesias como la de San Justo, San Pedro de las Puellas o el Fossar de les Moreres.
En estas circunstancias, la esperanza de vida se situaba en 36 años para los ricos y 23 para los pobres y jornaleros. Barcelona, de la misma manera que Cataluña, había sido castigada por la peste en los siglos XV y XVI, y sufrió diversas epidemias a lo largo del XIX:
- 1821: fiebre amarilla con 8.821 muertes (véase: Pandemias de cólera en España).
- 1834: cólera con 3.344 muertes.
- 1854: cólera con 6.419.
- 1865: cólera con 3.765.[7]

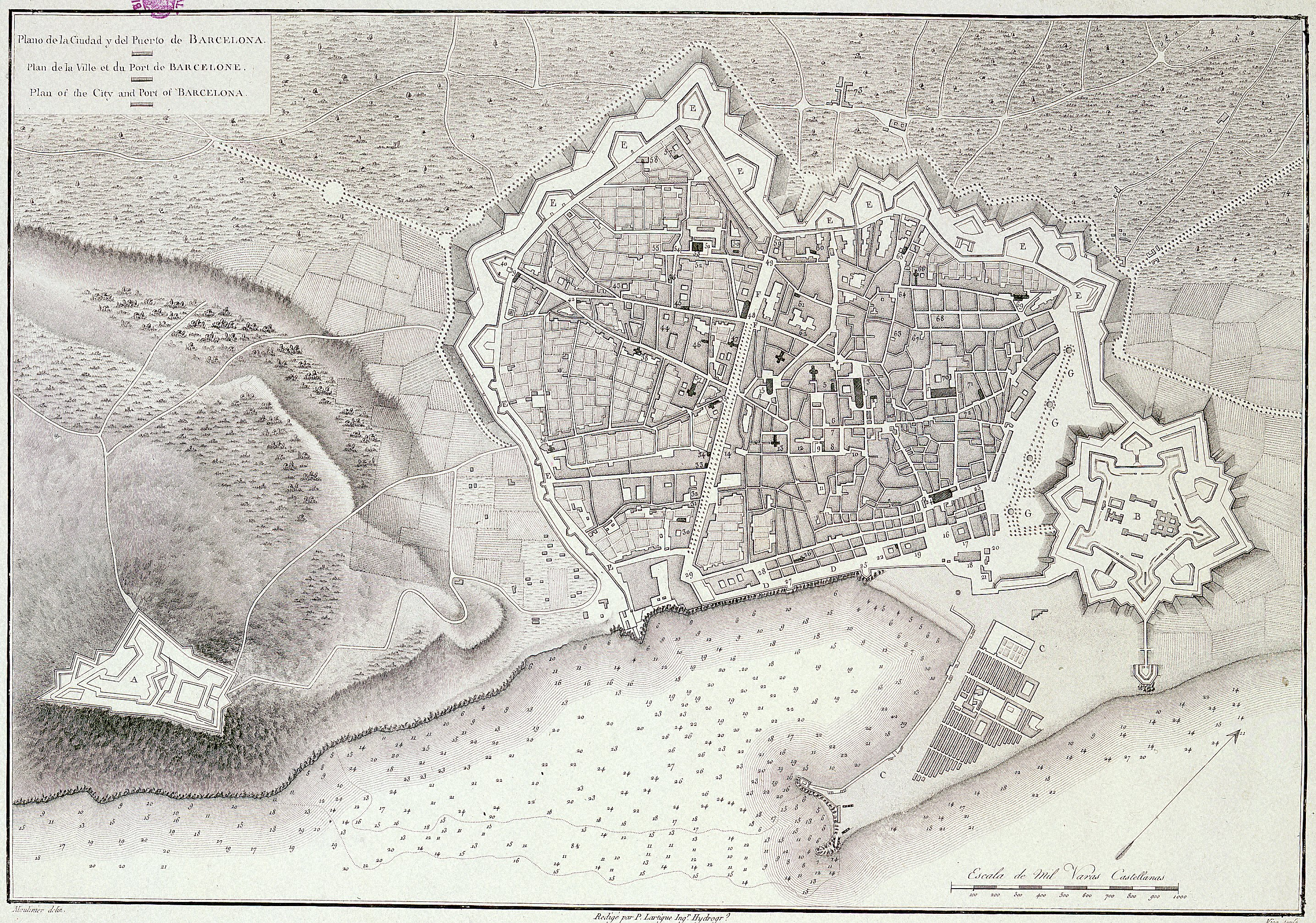
La ciudad amurallada y la Ciudadela

La consideración militar de plaza fuerte que tenía Barcelona con la Ciudadela a su lado condicionaba la vida urbana. No solo se ignoraban los problemas de la ciudadanía intramuros, sino que los tímidos movimientos para expandirse extramuros fueron reprimidos con el derribo de las construcciones porque "impedían la defensa de la ciudad" como ocurrió en 1813, ya que se consideraba área non aedificanda la comprendida hasta la distancia de un tiro de cañón, que correspondía aproximadamente a los "jardinets de Gracia".
Las voces en contra no solo provenían de la ciudadanía, sino del mismo Ayuntamiento de Barcelona que, a través de la Junta de Ornato y en sintonía con el capitán general barón de Meer, en 1838 pidió una modificación de la muralla entre la puerta de los Estudios (la Rambla) y el baluarte de Jonqueres (plaza Urquinaona) para conseguir una pequeña ampliación.

### Abajo las murallas
En 1841 el Ayuntamiento de Barcelona convocó un concurso por promover el desarrollo de la ciudad. El 11 de septiembre de 1841 falló el premio a favor del doctor Pedro Felipe Monlau médico e higienista autor del trabajo Abajo las murallas, Memoria acerca de las ventajas que reportaría a Barcelona y especialmente a su industria de la demolición de las murallas que circuyen la ciudad, en el que se demanda una expansión desde el río Llobregat al Besós.

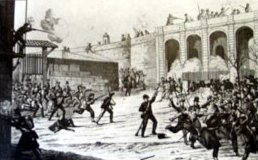
Revuelta de 1842 contra Espartero

La amplia difusión del proyecto y el impulso popular provocó enfrentamientos como el del 26 de octubre de 1842 en qué la Junta de Derribo va a demoler parte de la Ciudadela, hecho que provocó que el general Espartero bombardeara Barcelona desde el castillo de Montjuic el 3 de diciembre y ordenara su reconstrucción con un gasto de 12 millones de reales a expensas de la ciudad.
En 1844, Jaime Balmes se sumó, desde las páginas de La Sociedad, a las protestas contradiciendo las teorías del valor estratégico militar defendido por el general Narváez.
Pasaron más de diez años hasta que el Ayuntamiento de Barcelona aprobó un proyecto preparado por su secretario Manuel Durán y Bas que envió al gobierno de Madrid el 23 de mayo de 1853 con la firma unánime del consistorio con su alcalde, Josep Beltran i Ros al frente. El informe recibió el apoyo de los diputados catalanes y en especial de Pascual Madoz, diputado por Lérida y persona clave en el derribo de las murallas. Madoz llegó a ser gobernador civil de Barcelona durante escasamente setenta y cinco días por pasar a ocupar el cargo de ministro de Hacienda del gobierno progresista, desde donde instó la desamortización y promulgó una real orden que acabaría con los enfrentamientos entre el Ayuntamiento y el ministerio de la Guerra. La orden de derribo de las murallas del 9 de agosto de 1854 especificaba que se debían mantener la muralla de mar, el castillo de Montjuic y la Ciudadela.

## El proyecto del ensanche

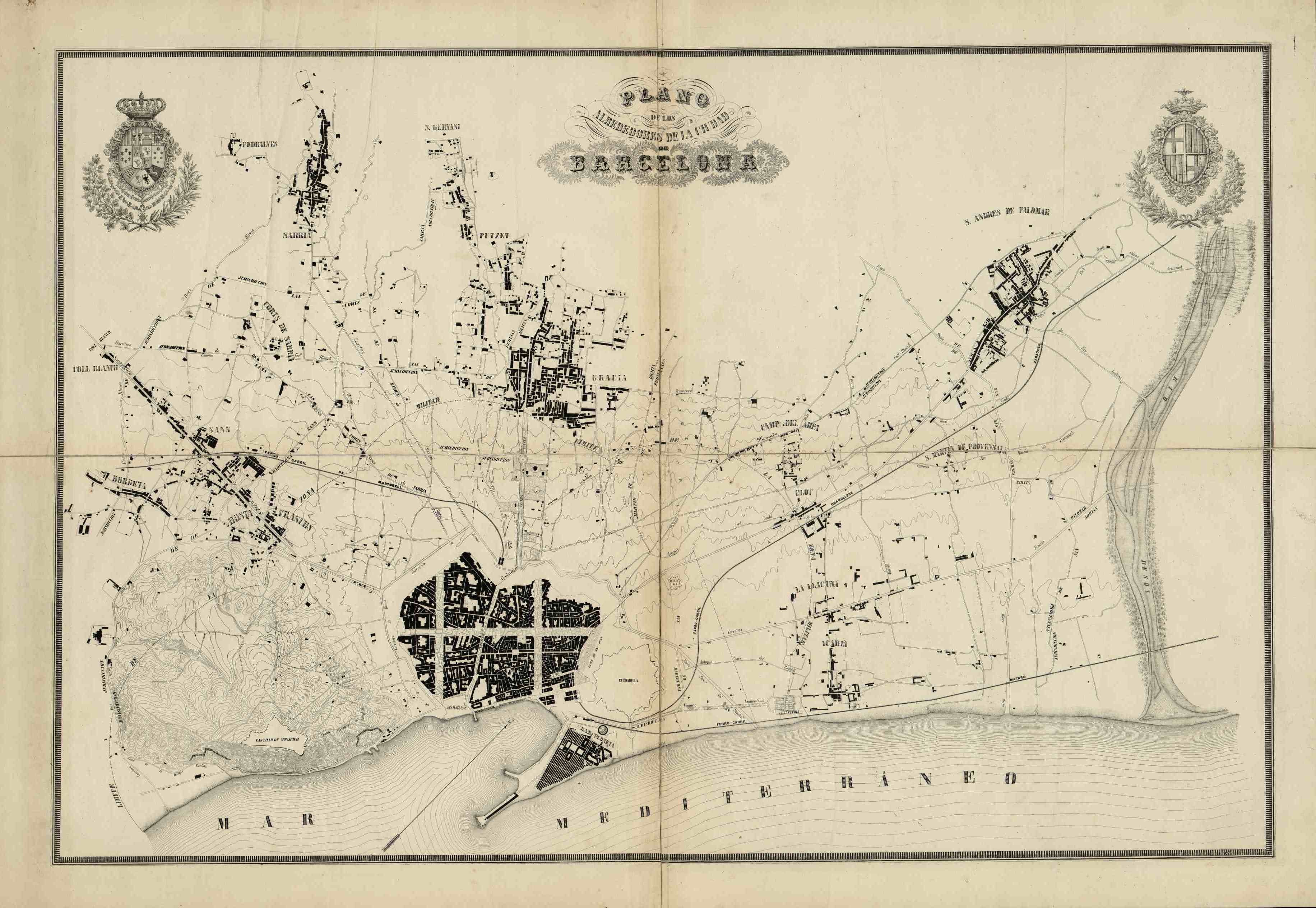
Plano de Barcelona y sus alrededores (1855), de Ildefonso Cerdá

### La necesidad de un ensanche
La necesidad de crecer fuera de las murallas era obvia, pero además hay que tener presente el efecto especulativo que suponía la urbanización de 1.100 hectáreas de terreno. Con el concurso abierto por el ayuntamiento en diciembre de 1840 y ganado por el proyecto "Abajo las Murallas" de Monlau, se abre el periodo de transformación de la ciudad. El año 1844 Miquel Garriga i Roca se ofrece al Ayuntamiento de Barcelona como arquitecto municipal por hacer el planeamiento del ensanche, con una propuesta centrada en operaciones de embellecimiento ornamental. En 1846 Antonio Rovira y Trías publicó en el Boletín Enciclopédico de Nobles Artes una propuesta para la formación de un plano geométrico de Barcelona.

### La gestación del Proyecto de Ensanche
En 1853, un año antes de derribar las murallas, el ayuntamiento empezó a prepararse para la siguiente etapa creando la Comisión de las Corporaciones de Barcelona. Convertida más tarde en la Comisión del Ensanche; contaba con representantes de la industria, los arquitectos Josep Vila Francisco Daniel Molina, Josep Oriol Mestres, José Fontseré Doménech, Joan Soler i Mestres, y representantes de la prensa: Jaume Badia, Antonio Brusi y Ferrer, Tomás Barraquer y Antonio Gayolá.
En 1855, el Ministerio de Fomento encargó a Cerdá el levantamiento del plano topográfico del Llano de Barcelona, que era la extensa zona sin urbanizar por razones militares que había entre Barcelona y Gracia y desde Sants a San Andrés de Palomar. Persona muy sensibilizada con las corrientes higienistas, aplicó sus conocimientos a desarrollar, por su cuenta una Monografía de la clase obrera (1856), completo y profundo análisis estadístico sobre las condiciones de vida intramuros a partir de los aspectos sociales, económicos y alimenticios. El diagnóstico fue claro: la ciudad no era apta para «la nueva civilización, caracterizada por la aplicación de la energía del vapor en la industria y la mejora de la movilidad y la comunicatividad» (el telégrafo óptico era el otro invento relevante).
Consciente de esta carencia, Cerdá empezó sin ningún encargo a estructurar su pensamiento, expuesto sistemáticamente muchos años después (1867) en su gran obra: Teoría General de la Urbanización. Uno de los rasgos más importantes de la propuesta de Cerdá, lo que le hace sobresalir en la historia del urbanismo, es la búsqueda de coherencia para contabilizar los requerimientos contradictorios de una aglomeración compleja. Supera las visiones parciales (ciudad utópica, cultural, monumental, racionalista...) y se entrega en busca de una ciudad integral.

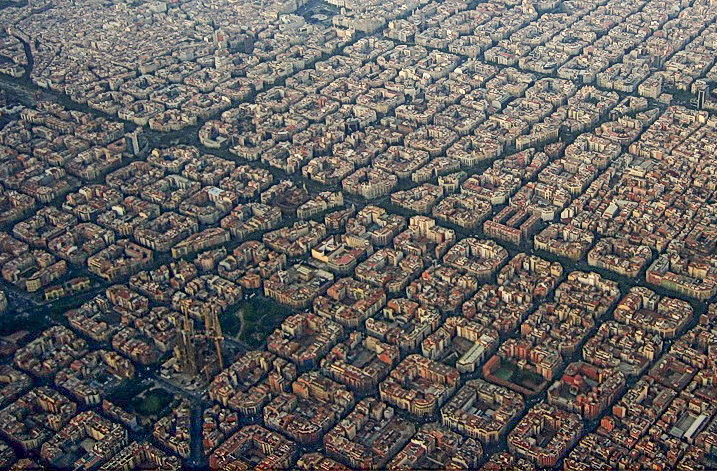
El Ensanche actual

El año 1859 es el año definitivo del ensanche. El 2 de febrero, Cerdá recibió la orden del gobierno central para que verificara el estudio para el ensanche en un plazo de doce meses. El ayuntamiento reacciona inmediatamente convocando el 15 de abril un concurso público sobre planes para el ensanche con fecha límite el 31 de julio, si bien se aplazó al 15 de agosto. Mientras tanto, Cerdá no perdía el tiempo, acabó su proyecto y se dedicó a mostrarlo -por ganar apoyos en Madrid- a Madoz, Laureano Figuerola y al director general de Obras Públicas, el marqués de Corvera.
Pero el 9 de junio de 1859 es la fecha en que definitivamente el gobierno central mediante una real orden, aprueba el plan del ensanche diseñado por Cerdá. A partir de ese momento se suceden las disputas de tipo técnico, político y económico entre el gobierno central y el municipal. Con respecto al concurso municipal, se presentaron trece proyectos, resultante ganador por unanimidad el de Antonio Rovira y Trías el 10 de octubre de 1859. Siguiendo una real orden de 17 de diciembre, todos ellos más el de Cerdá fueron expuestos indicando la calificación merecida, absteniéndose el Ayuntamiento de evaluar el de Cerdá.
La cuestión queda definitivamente resuelta el 8 de julio de 1860 en que el ministerio ordenó la ejecución del Plan Cerdá.

### El concurso municipal
Los proyectos presentados al concurso del Ayuntamiento de Barcelona para diseñar un ensanche para la ciudad centraban, en la mayoría de casos, su solución en el "camino de Barcelona a Gracia" que hacía un tiempo que se estaba consolidando urbanísticamente como paseo de Gracia y que condicionaba las posibles soluciones. Estos planes, a diferencia del propuesto por Cerdá, ocupaban una menor superficie y eran destinados a acoger a menos personas, lo que es lógico si pensamos que obedecían a los objetivos de la burguesía de reforzar la segregación social. Así, el plan ganador del concurso de ensanche, presentado por Rovira i Trias, se corresponde con el lema que lo encabezaba: "el trazado de una ciudad es más obra del tiempo que del arquitecto"; y el propio Rovira afirmaba que los proletarios no podrían vivir en lo "que propiamente tendrá que llamarse ciudad de Barcelona".
Los proyectos se presentaron bajo seudónimo y las placas de los no premiados se destruyeron, por lo cual se ha perdido parte de la documentación.

#### Proyectos Principales

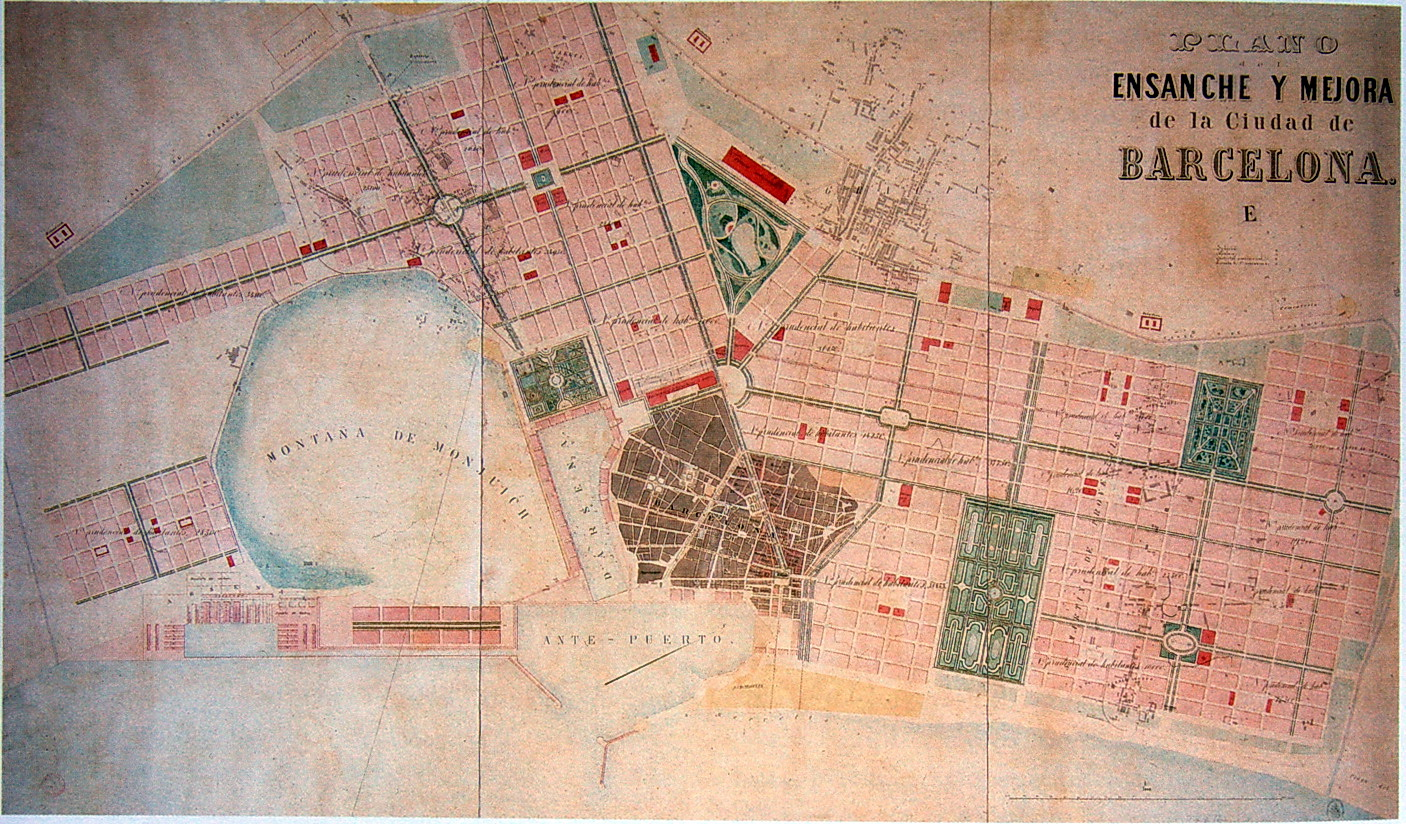
Proyecto de Francesc Soler i Glòria

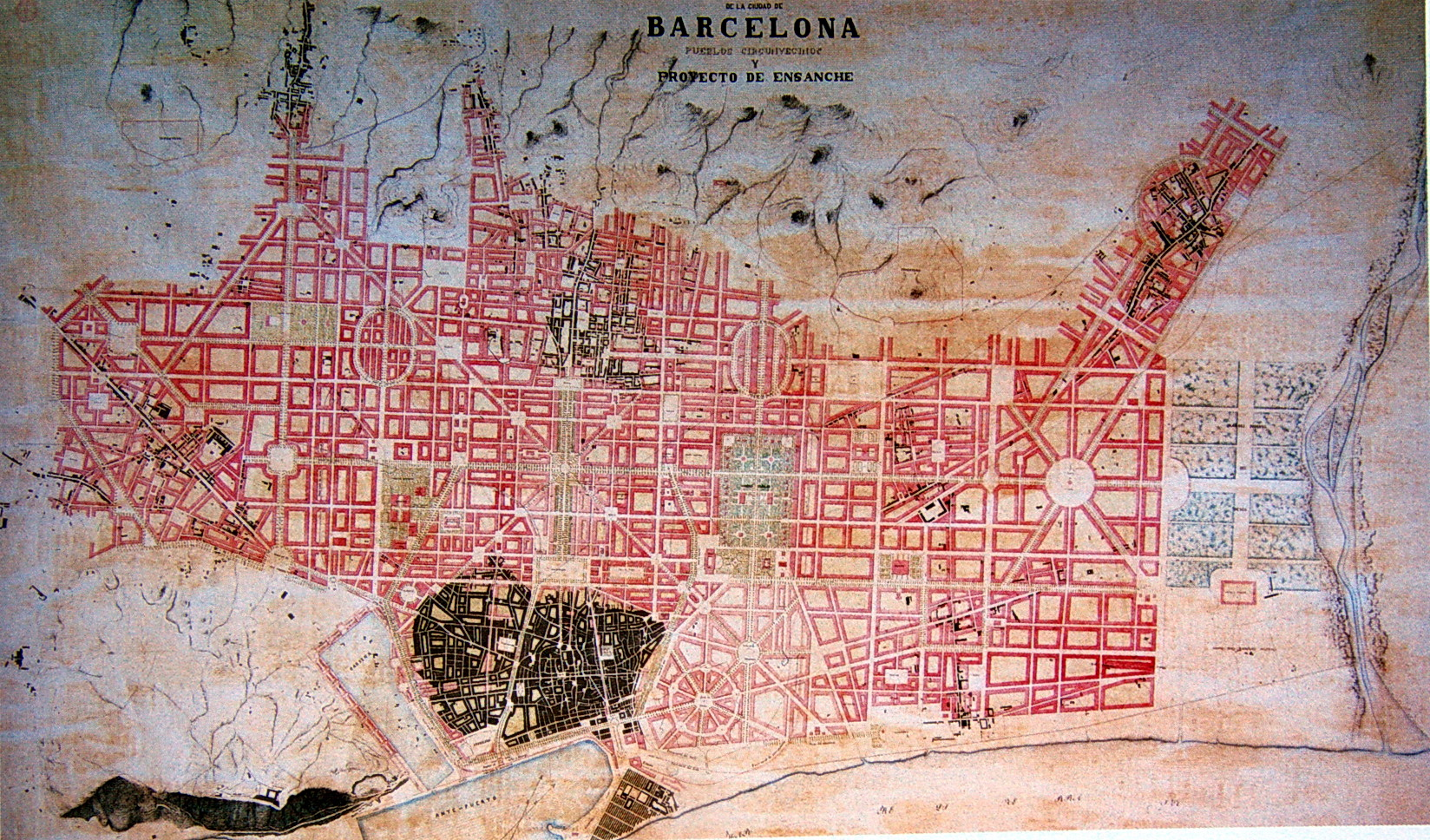
Proyecto de Josep Fontserè i Mestre

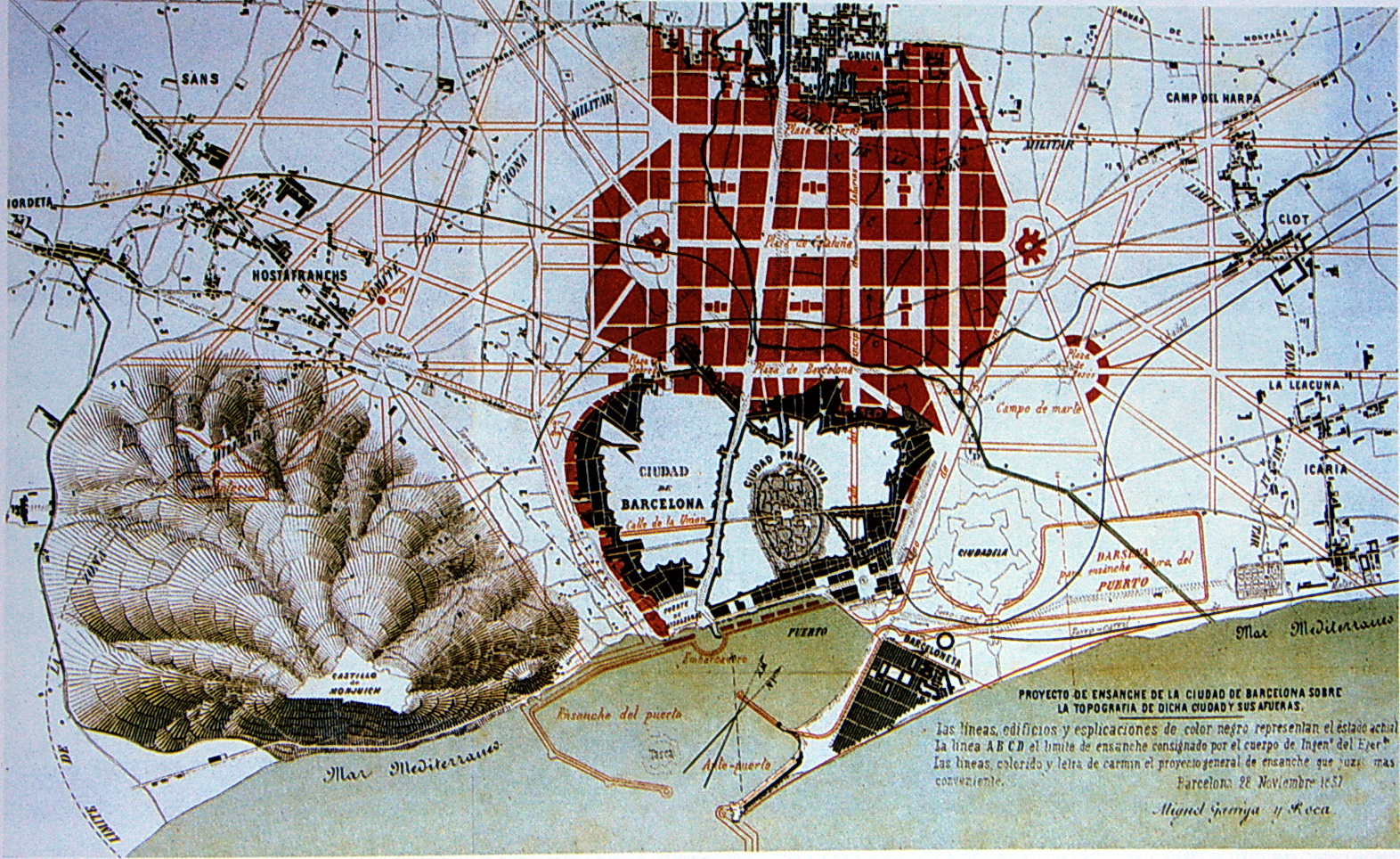
Proyecto de Miquel Garriga i Roca

- Proyecto Soler y Gloria: El proyecto de Francisco Soler Gloria, que obtuvo el primer accésit, planteaba un desarrollo en cuadrícula basado en dos ejes: uno que seguía una línea hacia a Francia paralela al mar y la otra hacia a Madrid por la antigua carretera de Sarriá. Las dos convergían en la ciudad amurallada. Proponía en el otro lado de la montaña de Montjuïc un barrio industrial, idea precursora del actual Zona Franca. La conexión de la ciudad vieja con Gracia la planteaba haciendo una nueva avenida que partía desde la actual plaza de la Universidad. Su lema era: "E".
- Proyecto Daniel Molina: De este proyecto no se conserva documentación, salvo la solución propuesta para la plaza de Cataluña. Su lema fue: "Higiene, comodidad y belleza".
- Proyecto Josep Fontserè: José Fontseré era un joven arquitecto hijo del arquitecto municipal José Fontseré Doménech y obtuvo el tercer accésit con un proyecto que potenciaba la centralidad del paseo de Gracia y enlazaba los núcleos vecinos con un juego de diagonales que respetaban sus tramas originales. Su lema era: "No destruir para edificar, sino conservar para rectificar y edificar para agrandar".
- Proyecto Garriga i Roca: El arquitecto municipal Miquel Garriga i Roca presentó seis proyectos. El mejor cualificado respondía a una solución de cuadrícula que unía la ciudad con Gracia, dejando solo esbozadas las líneas que tendrían que continuar desarrollando la futura trama. Su lema fue: "Un sacrificio más para contribuir al Ensanche de Barcelona".
- Otros proyectos: El proyecto de Josep Massanès y el de José María Planas proponían una mera ampliación manteniendo la muralla en torno al nuevo espacio. Este segundo guardaba una similitud con el proyecto presentado por los "propietarios del paseo de Gracia" ya que ambos proyectos se basaban en una mera ampliación a ambos lados del paseo de Gracia. Otros dos proyectos más sencillos eran el de Tomás Bertrán Soler que proponía un nuevo barrio en lugar de la Ciudadela convirtiendo el paseo de Sant Joan en un eje similar a la Rambla; y uno muy elemental atribuido a Francisco Soler Mestres muerto tres días antes de la lectura de los premios.[21]

### El proyecto de Antoni Rovira

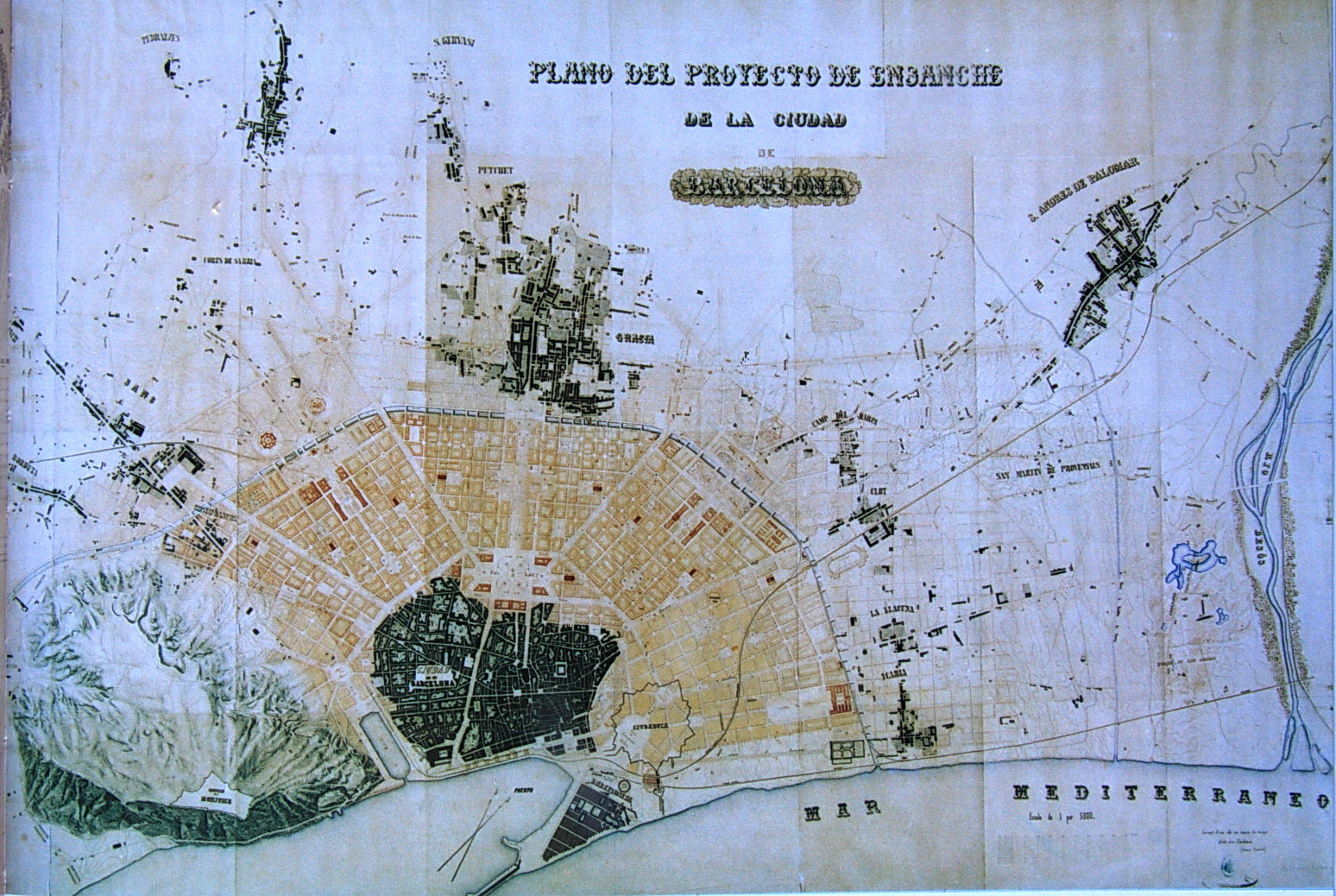
Proyecto ganador de Antonio Rovira y Trías

El proyecto ganador, según el consistorio municipal, fue una propuesta de Antoni Rovira basada en una malla circular que envolviendo la ciudad amurallada crecía radialmente, integrando de forma armónica los pueblos de los alrededores. Se presentó con el lema:  "Le tracé d'une ville est oeuvre du temps, plutôt que d'architecte". La frase es original de Léonce Reynaud un referente arquitectónico de Rovira.
Estaba estructurado en tres áreas donde se combinaban los diferentes sectores de la población con las actividades sociales con una lógica de barrios y jerarquización del espacio y de los servicios públicos. A partir de una propuesta de ronda en sustitución de la muralla se desplegaba una malla formada por manzanas rectangulares con patio central y una altura de 19 metros. Unas cuantas calles principales hacían de unión entre bloques de manzanas de estructura hipodámica para ir reajustando el perfil cuadrado a la semicircunferencia que rodeaba la ciudad. Rovira plantea su solución con un centro claro ubicado a la plaza de Cataluña, mientras que Cerdá trasladaba la centralidad hacia la plaza de la Glorias. El plan aportaba una solución para la plaza de Cataluña, cosa que no preveía el plan Cerdá.
La trama de Rovira responde a un modelo de ensanche contemporáneo y residencial como el "ring" de Viena o el proyecto Haussmann en París. Este modelo estaba más alineado con la futura "Großstadt" capitalista que reivindicaría la Renaixença y la Lliga.

## El Plan Cerdá
Después de la aprobación inapelable del gobierno central, el 4 de septiembre de 1860 la reina Isabel II colocaba la primera piedra del Ensanche en la actual plaza de Cataluña. El crecimiento de la ciudad fuera de murallas no fue rápido por la falta de infraestructuras y la distancia con el núcleo urbano.
La década de 1870 se produjo un progreso notable ya que los inversores vieron una gran oportunidad de negocio. El retorno de los indianos con el final de las colonias aportaba capitales importantes que se tenían que invertir y encontraron en el ensanche su mejor destino. Empieza la llamada fiebre de oro. Pero el gran interés acabó siendo perjudicial para el plan inicial, y la fiebre constructora contribuyó a la progresiva reducción de los espacios verdes y de los equipamientos. Finalmente se construyeron los cuatro lados de las manzanas.
La Exposición Universal del año 1888 significó un nuevo impulso que permitió la renovación de algunas zonas y la creación de servicios públicos. Pero sería el gran desarrollo de finales del siglo XIX con el Modernismo apoyado por la burguesía que invertía en edificios para dedicarlos a alquiler, lo que haría crecer el Ensanche de tal manera que en el año 1897 Barcelona integró los municipios de Sants, Las Corts, San Gervasio de Cassolas, Gracia, San Andrés de Palomar y San Martín de Provensals.

### El nuevo lenguaje de Cerdá

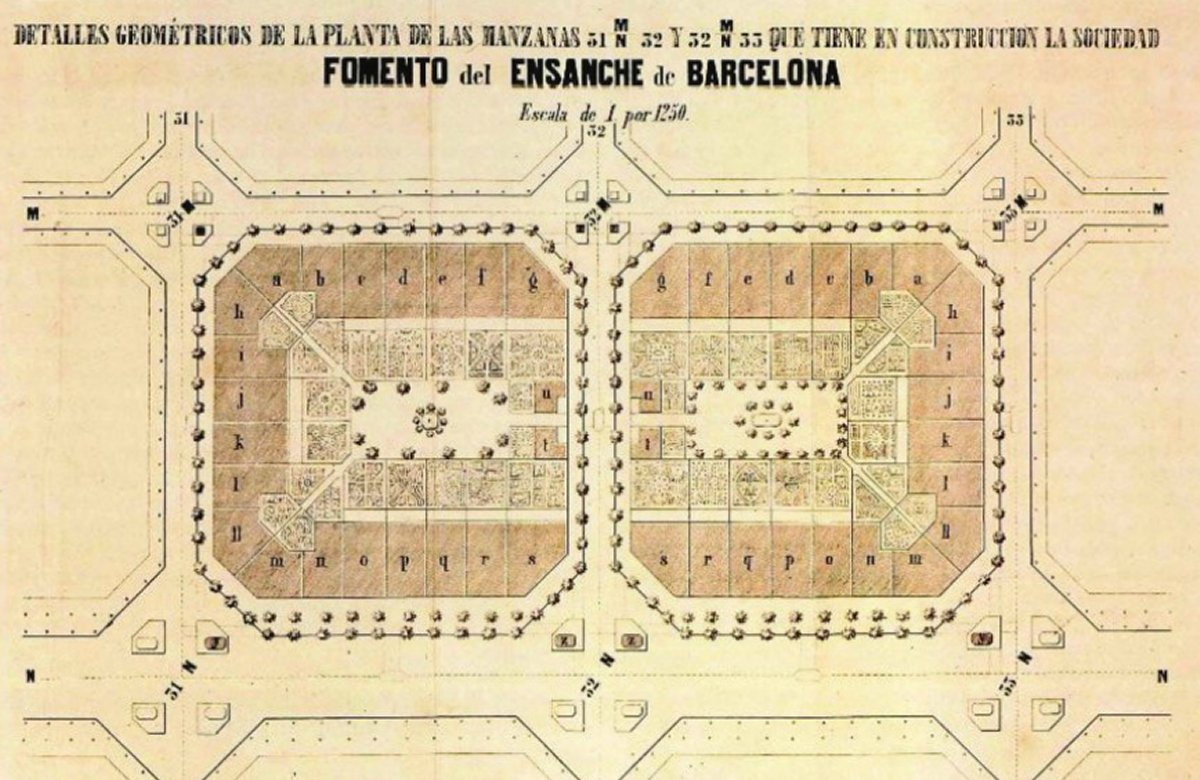
Plano de un conjunto de dos manzanas de la trama Cerdá extraído de un folleto publicado en 1863. Se corresponde con el sector ubicado entre la Gran Vía y Diputación, y entre Roger de Lauria y Gerona, entonces nombrado con letras y números: M y N, 31, 32 y 33

El plan aportó la clasificación primaria del territorio: las «vías» y los espacios «intervías». Las primeras constituyen el espacio público de la movilidad, del encuentro, del soporte a las redes de servicios (agua, saneamiento, gas…), el arbolado (más de 100.000 árboles en la calle), el alumbrado y el mobiliario urbano. Las «intervías» (isla, manzana, bloque o cuadra) son los espacios de la vida privada, donde los edificios plurifamiliares se reúnen en dos hileras en torno a un patio interior a través del cual todas las viviendas (sin excepción) reciben el sol, la luz natural, la ventilación y la joie de vivre, como pedían los movimientos higienistas.
Cerdá defendía el equilibrio entre los valores urbanos y las ventajas rurales. «Ruralizad aquello que es urbano, urbanizad aquello que es rural»  es el mensaje lanzado al principio de su Teoría General de la Urbanización.
Dicho de otra forma, su propósito era dar prioridad al «contenido» (las personas) por encima del «continente» (las piedras o los jardines). La forma, tema tan obsesivo en la mayoría de planes, no es más que un instrumento, si bien de máxima importancia, pero a menudo demasiado decisivo y a veces prepotente. La magia de Cerdá consiste a engendrar la ciudad a partir de la vivienda.
La intimidad del domicilio se considera una prioridad absoluta y, en un tiempo de familias numerosas (tres generaciones), hacer posible la libertad de todos los miembros se podría considerar utópico.
Cerdá cree que la vivienda ideal es la aislada, lo rural. No obstante, las enormes ventajas de la ciudad obligan a compactar, esencia del hecho urbano, y a diseñar una vivienda que permita su encaje en un edificio plurifamiliar en altura, y disfrute, gracias a una esmerada distribución, de una doble ventilación por la calle y por la parte interior de la «manzana». La caricia del sol está asegurada en todos los casos.

### Estructura del Plan Cerdá

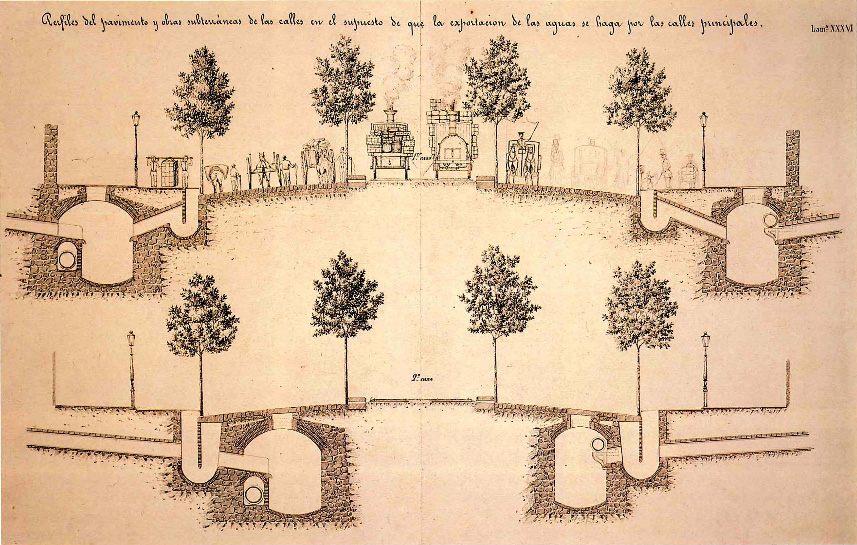
Sección de calle del ensanche como figuraba en el proyecto

En el plano propuesto por Cerdá para la ciudad destaca el optimismo y la ilimitada previsión de crecimiento, la ausencia programada de un centro privilegiado, su carácter matemático, geométrico y con visión científica. Obsesionado por los aspectos higienistas que había estudiado en profundidad y disponiendo de una amplia libertad para configurar la ciudad, ya que el llano de Barcelona no tenía casi ninguna construcción, su estructura aprovecha al máximo la dirección de los vientos para facilitar la oxigenación y limpieza de la atmósfera. En la misma línea, asignó un papel clave a los parques y los jardines interiores de las manzanas, aunque la posterior especulación alteró mucho este plan. Fijó la ubicación de los árboles en las calles (1 cada 8 metros) y escogió el plátano de sombra para poblar la ciudad después de analizar qué especie sería la más idónea para vivir en la ciudad.
Además de los aspectos higienistas a Cerdá le preocupó la movilidad. Definió una anchura de calles absolutamente inusitada, en parte para huir de la inhumana densidad que vivía la ciudad, pero también pensando en un futuro motorizado con unos espacios propios separados de los de convivencia social que los reservaba por las zonas interiores.
Incorporó el trazado de líneas ferroviarias que le habían influido en su visión de futuro cuando visitó Francia, si bien es consciente de que éstas tienen que ir soterradas, y le preocupó que cada barrio tuviera una zona dedicada a edificios públicos. En este sentido incluye los avances dentro de su ideario progresista cuando afirmó: 

cuando las vías férreas se hayan generalizado, todas las naciones europeas serán una única ciudad, y todas las familias, solo una, y sus formas de gobierno serán las mismas.
Cerdà, 1851

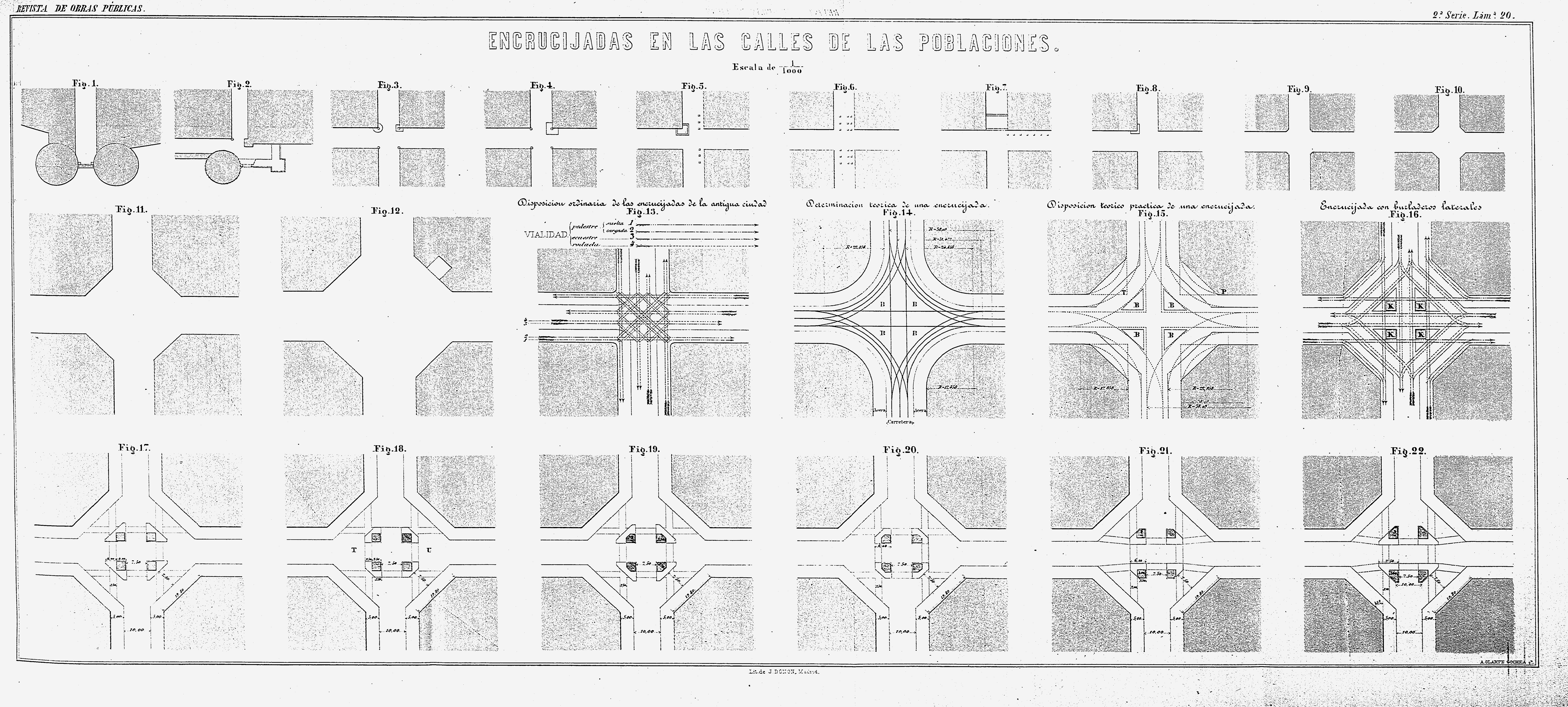
Esquema de la trama de ejes de las calles incluida en el Plan Cerdá

La solución formal más destacada del proyecto fue la incorporación de la manzana; su forma crucial y absolutamente singular con respecto a otras ciudades europeas viene marcada por su estructura cuadrada de 113,33 metros con unos chaflanes de 45.º

### Geometría del Ensanche

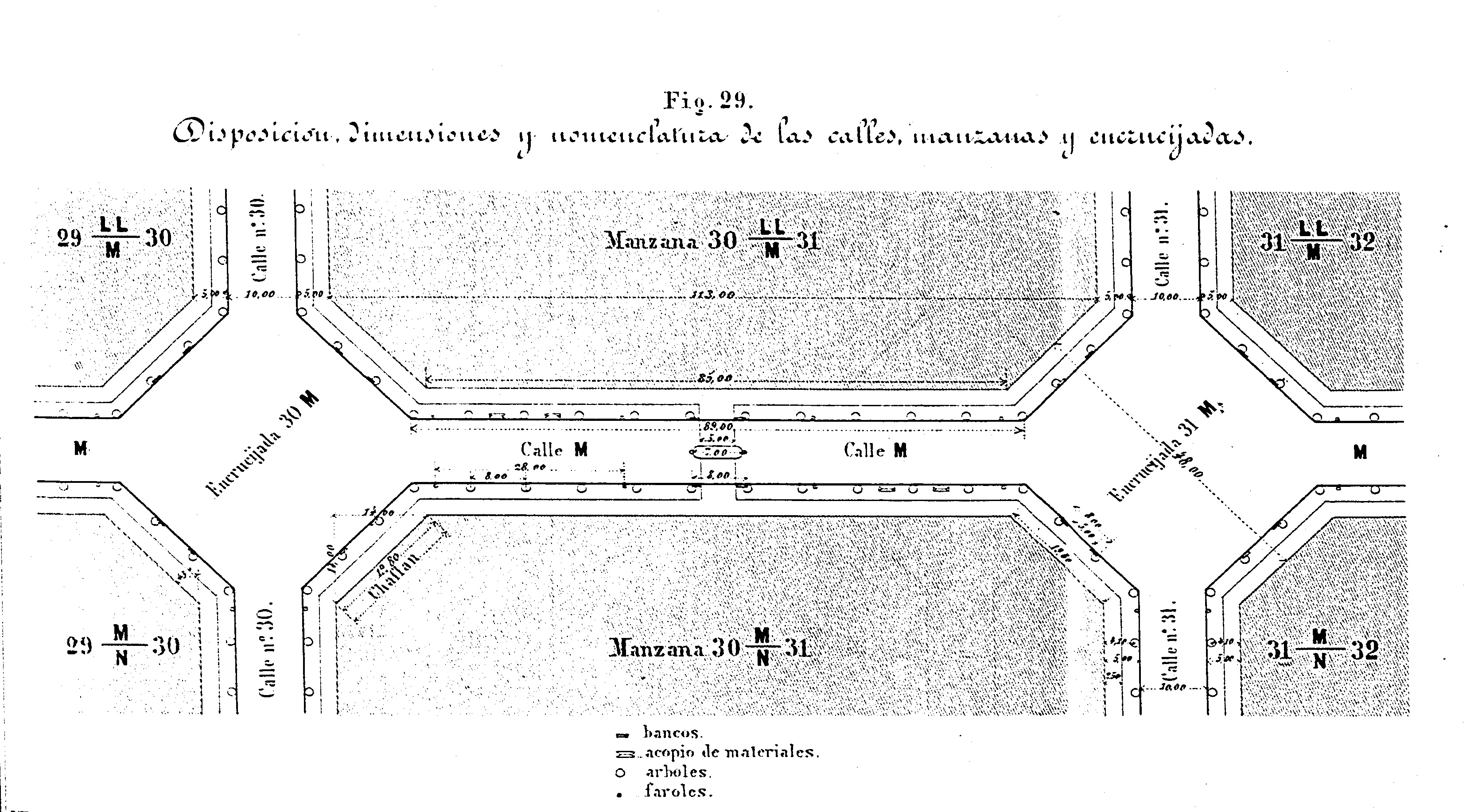
Esquema del funcionamiento de los cruces incluidos en el Plan Cerdá

La cuadrícula hipodámica de Cerdá preveía calles de 20, 30 y 60 metros de anchura. Las manzanas tenían construcción solo en dos de los cuatro lados, lo cual daba una densidad de 800.000 personas. Con el diseño original, el Ensanche se habría ocupado totalmente hacia 1900, si bien tanto el propio Cerdá como, posteriormente, algunas acciones especuladoras, lo densificaron sustancialmente.
Cerdà propuso el  "Ensanche ilimitado" una cuadrícula regular e imperturbable a lo largo de todo el trazado urbano. A diferencia de otras propuestas que rompían su ritmo repetitivo para meter espacios verdes o servicios, la propuesta de Cerdà los engloba internamente y permitió fijar una repetición continua en el plan con capacidad de alterarlo cuando convenga.
El principio igualitario que Cerdà quería imprimir en su urbanismo justifica esta homogeneidad en busca de la igualdad, ya no solo entre clases sociales, sino por la comodidad del tráfico de personas y vehículos, ya que tanto si se circula por una vía como si se hace por sus transversales, los cruces entre ellas se encuentran a la misma distancia, y al no existir unas vías más cómodas que otras el valor de los hábitats tenderá a igualarse.
La visión del ingeniero era de crecimiento y de modernidad; su genialidad le permitió anticiparse a los futuros conflictos de circulación urbana, 30 años antes de inventarse el automóvil.

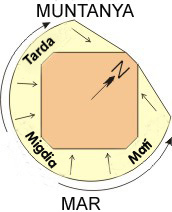
Esquema de la luz solar de las manzanas

Con respecto a la orientación, las vías discurren en dirección paralela al mar, unas, y perpendicular, las otras, eso hace que la orientación de los vértices de los cuadrados coincida con los puntos cardinales y por lo tanto todos sus lados tengan luz directa del sol a lo largo del día, denotando una vez más la importancia que el diseñador concede al fenómeno solar.
Cerdá desplegó el trazado sobre la columna vertebral que supone la Gran Vía. Trabaja con módulos de 10 x 10 «manzanas» (que Cerdá consideró un distrito) y que se corresponden con los cruces principales (plaza de la Glorias Catalanas; plaza Tetuán; plaza Universidad), con una calle más ancha cada 5 (calle Marina; Vía Layetana que atravesaría la ciudad vieja 50 años más tarde; calle Urgel). Con estas proporciones, así como la resultante del tamaño de la «manzana», Cerdá consiguió ubicar una de las calles anchas que bajan de la montaña al mar a cada lado de la ciudad vieja (Urgel y San Juan) con 15 manzanas en medio.
Las calles tienen en general una anchura de 20 metros de los cuales en la actualidad los 10 metros centrales están destinados a calzada y 5 metros a cada lado destinados a aceras. La amplitud de las calles, como en el modelo parisino de Haussmann, se asocia a una visión militar por poder reprimir con más facilidad las sublevaciones internas. Recordamos que Cerdá había vivido en primera persona las revueltas obreras de 1855. Los elogios que recibió el plan por parte de sus contemporáneos, fue el considerar el formato rectilíneo como ventajoso para el fuego de artillería.

#### Excepciones a la regularidad

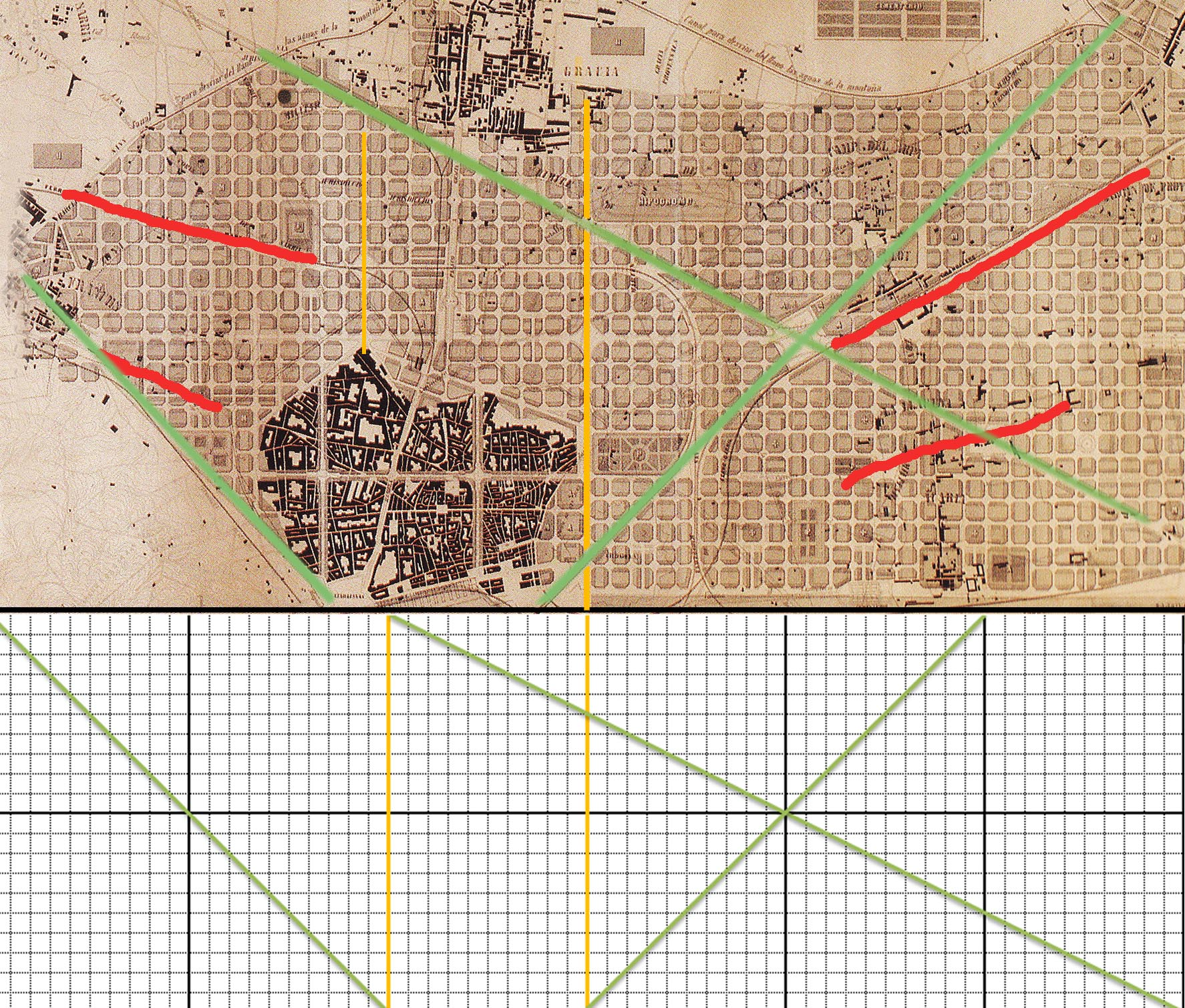
Proyección del módulo 10 utilizado por Cerdá para el trazado de las vías principales y diagonales. En rojo, algunos de los antiguos caminos que han sobrevivido a la trama Cerdá

El ensanche ilimitado presentaba poca sensibilidad con la integración de las tramas urbanas de las villas periféricas. Los enlaces con estos núcleos no estaban previstos, salvo San Andrés de Palomar bordeado por la avenida Meridiana y se ignoraban los canales de tradición humana. En 1907 el Ayuntamiento aprobó el Plan Jaussely, un plan de enlaces para solventar estas carencias. Algunos de los criterios recogidos en este plan y el mantenimiento de uso de algunos caminos durante el desarrollo del plan Cerdá han evitado su desaparición. La calle de Pere IV (antiguo camino de Francia), la avenida Mistral (antiguo camino de Sants y que enlazaba con la calle del Carmen de la ciudad amurallada), la avenida de Roma (antiguo camino a las Corts) o la travesera de Gracia (antigua vía romana), son algunos ejemplos.
Mención especial merece el diseño del paseo de Gracia y la Rambla de Cataluña, donde con el fin de respetar el antiguo camino de Gracia y la vertiente natural de las aguas, de aquí el nombre de rambla, Cerdá trazó solo dos vías consecutivas de anchura especial donde en realidad atendiendo al tramado de 113,3 m tendría que haber tres calles, además el paseo de Gracia para respetar el antiguo trazado, no es exactamente paralela en el resto de las calles lo que hace que las manzanas existentes entre las dos vías mencionadas, si bien son de diseño ortogonal con chaflanes, presentan irregularidades que les dan forma de trapecios.
A todo eso hay que añadir la presencia de algunas de carácter especial que no siguen el trazado reticular sino que lo atraviesan en diagonal, como la propia avenida Diagonal, la avenida Meridiana, el Paralelo, y otras que fueron trazadas respetando la existencia de antiguas vías de comunicación con los pueblos vecinos.

#### Geometría de las manzanas

Dimensiones de las manzanas estándar

Las dimensiones de las manzanas vienen dadas por las distancias antes mencionadas entre los ejes longitudinales de las calles y la misma anchura de estas vías, de manera que al establecer una anchura estándar de las vías en 20 metros, las manzanas están formadas por cuadriláteros de 113,3 metros, truncados sus vértices en forma de chaflán de 15 metros, cosa que da una superficie de manzana de 1,24 ha, contrariamente a la creencia popular de que tienen una superficie exacta de 1 hectárea. La cifra de 113,3 metros ha tenido diversas justificaciones. Manuel de Solà-Morales considera que las 5 manzanas que hay entre el antiguo baluarte de Tallers (actual plaza Universidad) y el de Jonqueres (actual plaza Urquinaona) son las que marcan el factor a partir del cual se construye el resto.
Cerdà justificó el chaflán de los vértices de las manzanas desde el punto de vista de la visibilidad que eso da a la circulación rodada y en una visión de futuro en la cual no se equivocó más que en el término utilizado para definir el vehículo, hablaba de las locomotoras particulares que un día circularían por las calles y de la necesidad de crear un espacio más amplio en cada cruce para favorecer la parada de estas locomotoras.
La primera generalización del uso del chaflán u ochava se dio en toda la Argentina como resultado del decreto del Ministro de Gobierno y posterior Presidente Bernardino Rivadavia “Edificios y calles de las ciudades y pueblos”, del 14 de diciembre de 1821. Casi 4 décadas más tarde se generaliza por primera vez en España gracias a Ildefonso Cerdá, que había estudiado el caso de Buenos Aires y sus chaflanes para la redacción de su obra "Teoría de la construcción de las ciudades, vol. 1". Barcelona, 1859 y lo replica en su diseño planimétrico para Barcelona (1856), conocido como Plan Cerdá, donde los chaflanes son tan largos como anchas las calles convencionales (20 metros), para permitir el giro no pronunciado de los vehículos, pues pasan de tener que girar en ángulo recto a hacerlo en obtuso. Además, permitía un mejor visibilidad de las vías adyacentes, y tenía la ventaja adicional de que desahogaba el tráfico en las intersecciones al darles una superficie adicional. El chaflán fue copiado por otros ensanches urbanos españoles, generalizándose en la península ibérica.

Diseño y agrupación de las manzanas

El diseño de algunas vías más anchas, sin que eso perturbe la cuadrícula regular de 113,3 m, permite reducir adecuadamente las dimensiones de las manzanas afectadas por el ensanchamiento de las vías, como sucede en la Gran Vía de las Cortes Catalanas, bajo la cual circulan el metro y el tren, la calle Aragón por la cual durante muchos años transitaba el ferrocarril en el aire libre hasta que finalmente fue soterrado, la calle Urgel y otras.
Dentro del espacio de cada manzana, Cerdá concibió dos formas básicas para situar los edificios, una presentaba dos bloques paralelos situados en los lados opuestos, dejando en su interior un gran espacio rectangular destinado a jardín y la otra presentaba dos bloques unidos en forma de "L" situados a dos lados contiguos de la manzana, quedando en el resto un gran espacio cuadrado también destinado a jardín.
La sucesión de manzanas del primer tipo daba como resultado un gran jardín longitudinal que atravesaba las calles y la agrupación de 4 manzanas del segundo tipo, convenientemente dispuestas, formaba un gran cuadrado edificado atravesado por dos calles perpendiculares y con sus cuatro jardines unidos en uno.

## La pésima aceptación y rechazo del Plan Cerdá

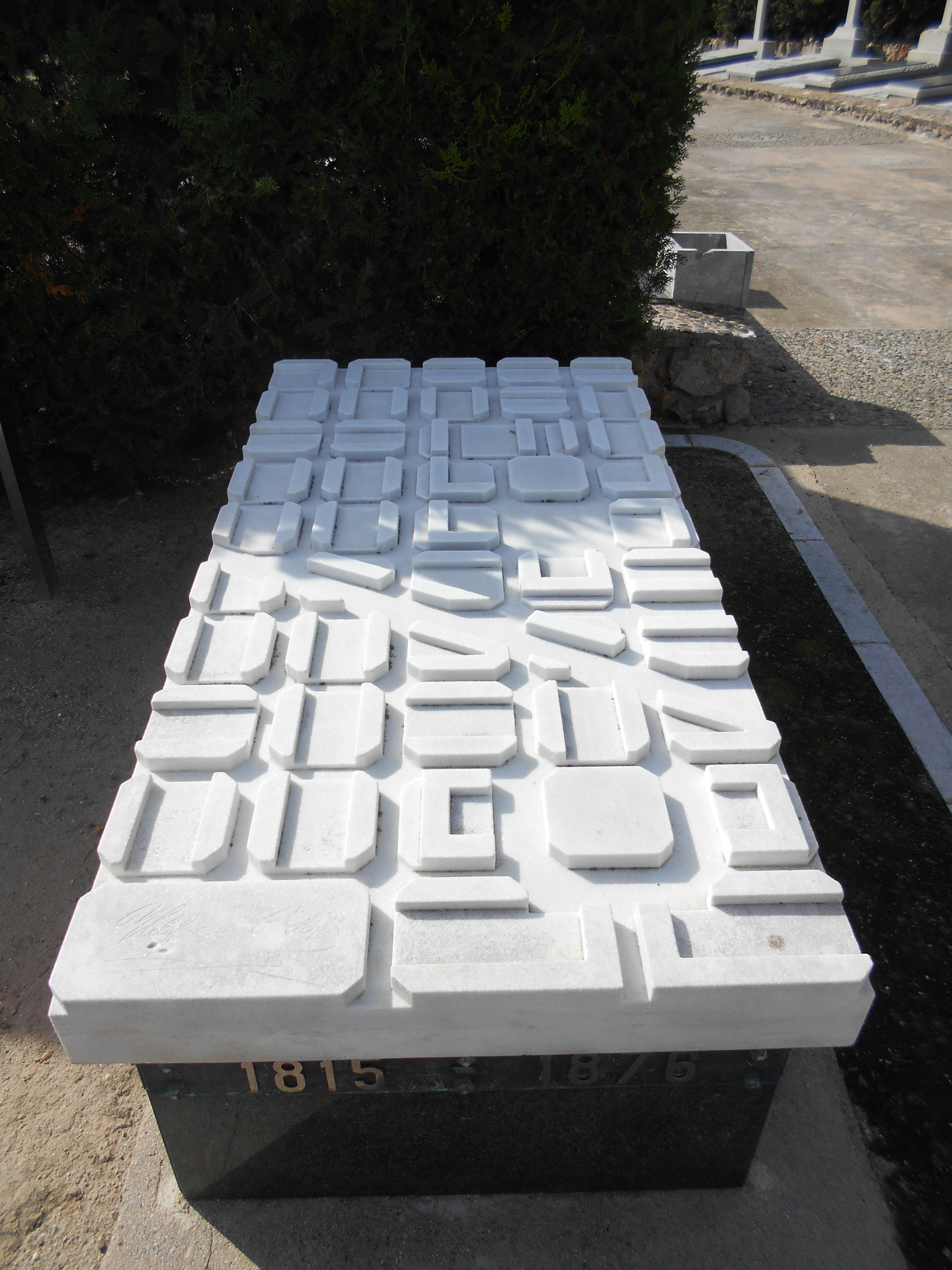
Sepultura de Ildefonso Cerdá en el cementerio de Montjuic. La lápida tiene la forma de la trama original de su plan.

Ya antes de su aprobación contó con la oposición municipalista más por aquello que representaba (la imposición desde Madrid), que por su contenido. Las élites de Barcelona actuaron en contra del plan de la misma manera que lo estaban haciendo contra las crecientes protestas populares. El carácter antiautoritario, antijerárquico, igualitario y racionalista del plan topaba directamente con la visión de la burguesía que prefería tener como referente de nueva ciudad París o Washington con una arquitectura de carácter más particularista. La figura de Cerdá también generaba antipatías entre los arquitectos que no le podían perdonar la afronta que había supuesto adjudicar una responsabilidad urbanística a un ingeniero. Cerdá sufrió una campaña de desprestigio personal llena de leyendas y mentiras. De nada sirvió que fuera de una familia catalana originaria del siglo XV, ni que hubiera proclamado la república federal catalana desde el balcón de la Generalidad de Cataluña, para que se difundiera que "no era catalán". Domènech i Montaner aseguraba que la anchura de las calles produciría unas corrientes de aire que impedirían una vida confortable. Como afronta, distribuyó los pabellones de su Hospital de San Pablo en dirección contraria a la alineación de la calle.
En 1905, 50 años después de la aprobación del plan, Prat de la Riba manifestaba una profunda indignación "contra los gobiernos que nos impusieron la monótona y vergonzosa cuadrícula" en vez del sistema que él soñaba de ciudad irradiada a partir de la vieja capital histórica.
Uno de los máximos exponentes de este rechazo, menosprecio y olvido colectivo de la figura de Cerdá fue que, sorprendentemente, ante el elevado número de calles y espacios públicos de nueva creación que conllevó la urbanización de su plan, ninguno de los sucesivos ayuntamientos de la ciudad en el tiempo, de distinto color, cariz y régimen, le reservó lugar alguno. Todavía más si tenemos en cuenta que las bases del concurso municipal para la elección del proyecto establecían que al ganador se le asignaría una de las principales vías del nuevo entramado. Y tuvieron que pasar cien años de la aprobación de su Plan para que se le dedicara un espacio, al menos fuera del Ensanche, en otro punto de la ciudad.

### La maltrecha plaza de Ildefonso Cerdá y un monumento efímero

#### Aprobación e inauguración

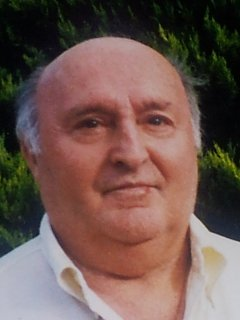
Fabián Estapé, uno de los principales restauradores de la figura de Cerdá y de su Plan

A iniciativa del economista Fabián Estapé, el principal valedor de la restauración y casi único biógrafo de su figura; muy tardíamente, en la segunda mitad del siglo XX, el alcalde José María de Porcioles, coincidiendo con el centenario de la aprobación de su plan, decidió reparar el agravio. Le dedicó la plaza de Ildefonso Cerdá, conocida habitualmente como Plaza Cerdá, la inauguró el 4 de noviembre de 1959, ubicada en la intersección de la Gran Vía de las Cortes Catalanas, el Paseo de la Zona Franca y el, aún por construir, Primer cinturón de Ronda, actualmente conocido como Ronda del Mig, en su tramo de Rambla Brasil, en uno de los extremos de la ciudad, limítrofe con Hospitalet de Llobregat. En el mismo lugar y fecha, también se inauguró, en su memoria, un monumento en forma de composición modular, diseñado por Antonio María Riera Clavillé.
A partir de ahí, su emplazamiento, relegada fuera del extenso entramado que había ideado, la más cercana de sus manzanas se encuentra a casi dos quilómetros de distancia, 1.700 metros, la comprendida entre las calles Llansá, Diputación, Tarragona y Gran Vía; junto con sus características y avatares del destino hacen del espacio un compendio histórico de paradojas, ironías y despropósitos. Él pensaba en planes hipodámicos, cuadrículas, octágonos, chaflanes y ángulos, se le dedica un espacio circular.

#### Reforma del año 1971
Muy pocos años después de su inauguración, se construye un complejo e intrincado nudo, entramado de cruce y sobreposición de tres niveles de vías, conocido popularmente como el scaléxtric, abierto en el año1971, para dar cabida al entonces conocido como primer cinturón de ronda. Cerdá buscaba la simplicidad, racionalidad y la recta en la trayectoria y discurrir de los viales. Esta transformación significa la práctica desaparición, al engullir el espacio, además, para su construcción, se retira su monumento, no fue emplazado de nuevo ahí ni en ningún otro lugar de la ciudad, siendo su existencia muy efímera. 
Como apunte comentar que, Porcioles, el único alcalde que le ha rendido homenaje en el espacio público, poniéndole el nombre de una plaza y erigiendo un monumento temporal. No obstante, a su vez, fue quien desvirtuó los últimos reductos existentes de la inspiración inicial del plan, entregando el Ensanche a los intereses particulares especulativos como se comenta en el siguiente apartado.

#### Reforma del año 1999

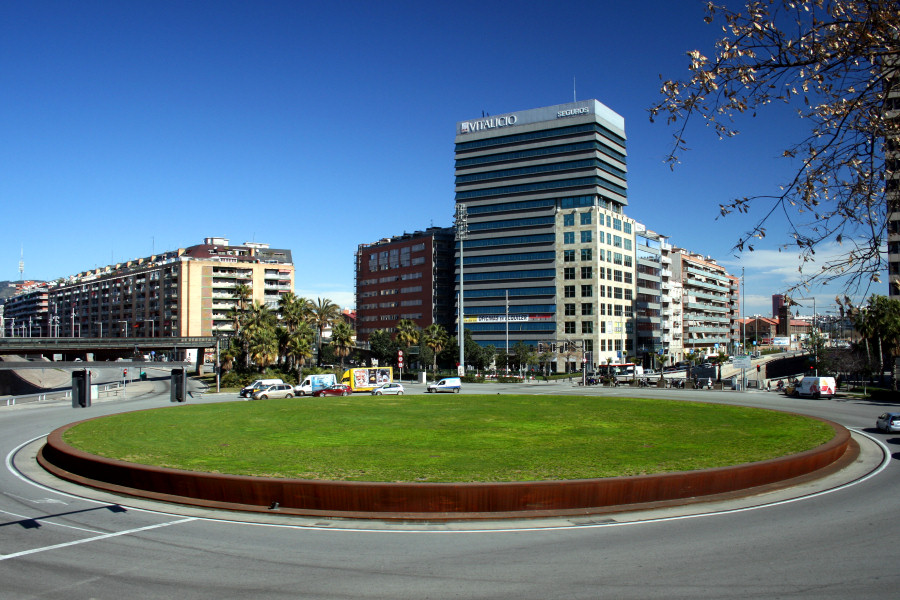
Aspecto actual de la plaza de Ildefonso Cerdá.

Posteriormente, en 1999 se inauguró la remodelación de todo el espacio, desmontando el scaléxtric y transformándolo en un rotonda de un solo nivel, como consecuencia de este cambio, se arrastró durante tiempo serios problemas de inundaciones ante la menor lluvia, provocando un caos circulatorio por el paso de relevantes vías de comunicación, cuando él concibió innovadores e ingeniosos sistemas para la recogida ordenada de las aguas pluviales, al fin y al cabo, era ingeniero e urbanista. Él visualizó un urbanismo donde las zonas verdes y los peatones tuvieran un gran protagonismo; en un inicio, y aún más con la construcción del scaléxtric, el espacio, en su totalidad, se reservó al tráfico rodado. En la rotonda actual, hay un parterre circular de césped en la parte central, si bien al estar circundado por la calzada de los vehículos, no hay forma de acceder a él y que la ciudadanía pueda hacer uso.

#### Estación de Ildefonso Cerdá de los Ferrocarriles de la Generalidad de Cataluña
Como es habitual, las estaciones de metro, tren u otros medios de transporte público, llevan el nombre de la vía o espacio público en la que están situadas. Este fue el caso de la estación de Ildefonso Cerdá de los Ferrocarriles de la Generalidad de Cataluña (FGC), situada en las inmediaciones de la plaza, siendo inaugurada, el 2 de marzo de 1987, por el president de la Generalidad de Cataluña, Jordi Pujol. El hecho de que la plaza esté justo situada en uno de los límites territoriales de Barcelona, hizo que, por cuestiones de azar, o no, la estación de los Ferrocarriles esté emplazada administrativamente en el término municipal de Hospitalet de Llobregat y no en el de la capital catalana. Nuevamente, una vez más, a Cerdá le era esquivo tener el reconocimiento dentro de la ciudad Barcelona.

## La alteración y desvirtuación especulativa del Plan Cerdá

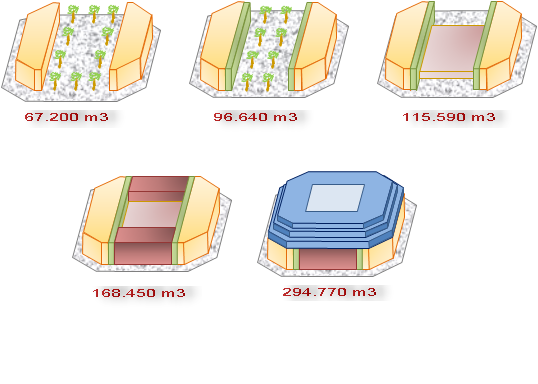
Evolución temporal del aumento de la superficie construible de las manzanas desde el planteamiento inicial de Cerdá, primera imagen.

### Edificar el interior y los cuatro lados de las manzanas
La oposición a Cerdá y a su Plan por parte del pueblo barcelonés, facilitó la aparición de actividades especulativas y argumentos que trataban de conseguir un mayor espacio construido tanto a lo alto como a lo ancho. 
El primero de ellos fue que si las calles tenían 20 metros de ancho, bien podía aumentar la profundidad de los edificios en esta misma medida. Se ocupó, posteriormente, la zona central de las manzanas con edificaciones de planta baja, destinadas en la mayoría de los casos a pequeños y medianos negocios, desapareciendo, con eso, las grandes zonas verdes públicas centrales de libre acceso. El siguiente paso fue edificar los dos laterales que restaban libres, uniéndose a los dos ya construidos, con el resultado de cerrar por completo las manzanas al construir en todo su perímetro, cortando el acceso público y directo al interior de las mismas. En suma, se constituían los interiores de manzana o patios, interiors d'Illa, en catalán, siendo éstos de carácter particular, al haber sufrido un proceso de privatización.
La aplicación de estas alteraciones provocó la pérdida de estas zonas verdes descentralizadas y diseminadas, en cada una de las manzanas, ideadas por Cerdá y siendo uno de los pilares principales y diferenciales de su planteamiento que buscaba que todo ciudadano tuviera un acceso muy próximo a este tipo de espacios, a los pies de su vivienda, y que esponjaba la densidad de población, manteniendo bajos sus niveles. También se veían mermadas, en menor medida, las medidas de ventilación e higiene perseguidas en un principio.   
Del planteamiento establecido por Cerdá de edificar sólo el 50 % de la superficie de la manzana y la otra mitad destinarla a zonas verdes y jardines, se alanzó, finalmente, el 90% del área.

### Aumentar la altura edificable y las remontas en los terrados

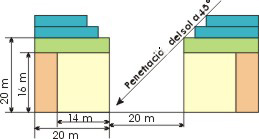
Evolución de la altura y ancho construïble de los edificios desde el planteamiento inicial de Cerdá, en amarillo, preservando la penetración del Sol en los pisos más bajos.

Parecía que en este punto finalizaba el proceso especulativo, pero apareció una nueva lógica: si las calles tenían 20 metros de ancho, no tendría que haber inconveniente en qué los edificios tuvieran una altura de 20 metros en lugar de los 16 metros proyectados, ya que el aumento de altura, estando el Sol en 45°, ilumina cualquier edificio en su totalidad sin que ningún edificio vecino le hiciera sombra; este argumento unido a la construcción de techos más bajos dio como resultado que se ganaran dos pisos de altura.
Por último, teniendo en cuenta la teoría anterior y añadiendo un principio de retranqueo, si se construye un piso más, pero con la fachada retirada hacia el interior del edificio la misma medida que la altura de este piso, se consigue aumentar el espacio construido sin que la sombra del edificio afecte a los edificios vecinos si el Sol está a 45°; nacía, así, el ático. Por extensión del mismo razonamiento, se ideó el sobreático: retirando la fachada de nuevo hacia atrás la misma medida que la altura de este nuevo piso. El retranqueo de los dos pisos superiores hizo que estos tuvieran menos superficie que los inferiores, si bien ganaban en amplias terrazas. 
Cuando estas plantas adicionales se añadían en las azoteas de edificios ya construidos, se les conoce como remontas, (remuntes, en catalán), popularmente apodadas como sombreros, (barrets, en catalán), comúnmente se decía que a muchas casas del ensanche se les había puesto el sombrero.

#### Del piso principal al ático
Además la generalización de los ascensores, que permitían un rápido y cómodo acceso a las partes más elevadas, hizo revalorizar exponencialmente las plantas superiores, antaño relegadas al servicio; porteros; a una menor renta de alquiler o venta; o, incluso, a almacén, lavaderos o estudios. También se veían beneficiadas de estar menos expuestas al ruido del creciente tráfico de vehículos o de otras actividades existentes en la vía pública, es decir, había mayor tranquilidad. A la vez de beneficiarse de más luz natural, mayor intimidad al estar a un menor alcance de visibilidad por parte de terceros, sin descuidar los avances en los sistemas de calefacción y refrigeración y en las técnicas de construcción, dotando de mayor capacidad de aislamiento térmico, permitiendo, todo ello, modular el mayor frío y calor propios de estar debajo de terrado.
Por consiguiente, se produjo un proceso, especialmente en las edificaciones de nueva planta, en que los pisos de mayor consideración y apreciación se veían desplazados de la parte inferior a la superior, en pocas palabras: del piso principal al ático.

### Las remontas desmedidas durante la alcaldía de José María Porcioles

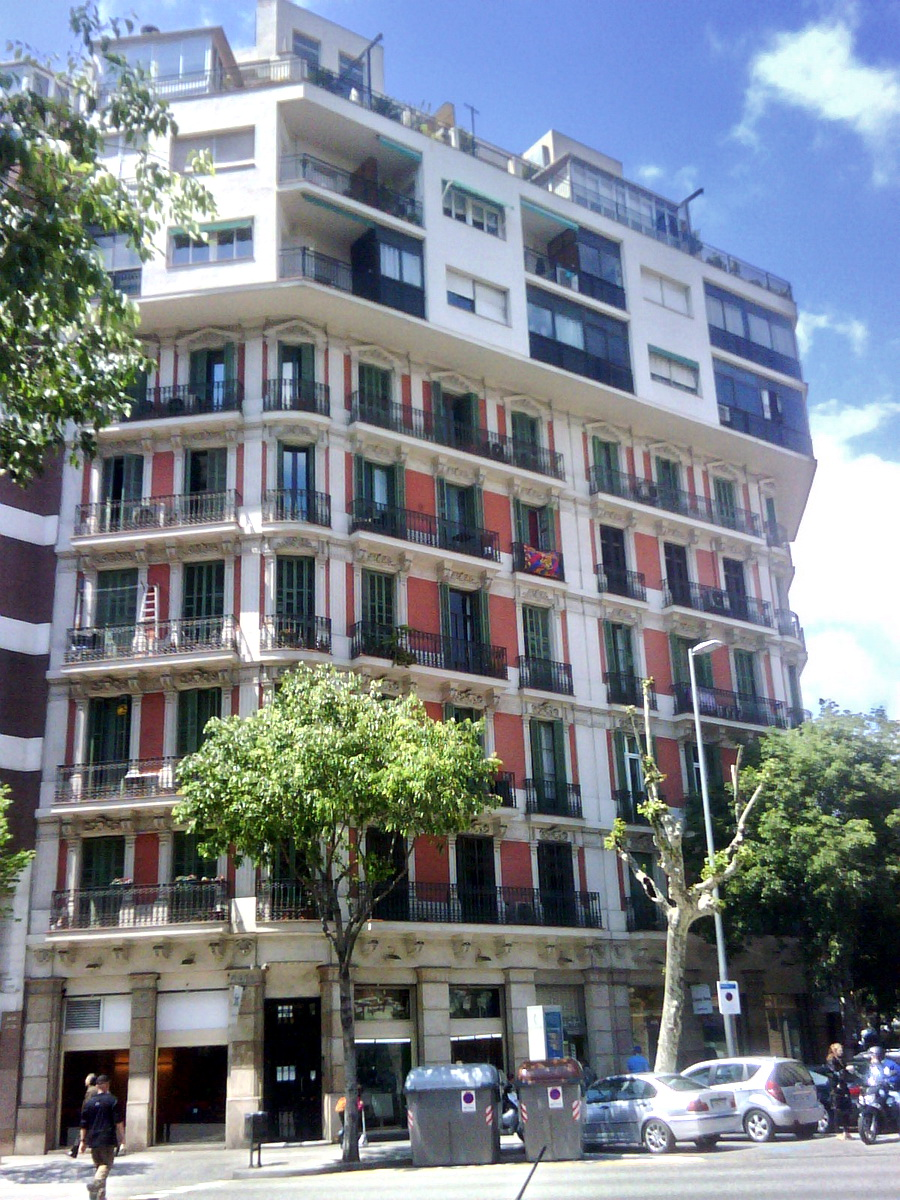
Arriba caso extremo de remonta especulativa en chaflán, Calle Aragón, 339, sin respetar la estética del edificio existente ni aplicar los retranqueos.

Durante el franquismo y, especialmente, con José María de Porcioles, como alcalde durante los años comprendidos entre el 1957 y el 1973, coincidiendo con la etapa de la dictadura conocida como desarrollismo, hubo un afán imperioso de obtener, como fuera, nuevos espacios que permitieran ampliar los metros edificables verticalmente, en el ya más que saturado ensanche barcelonés. Provocando la proliferación desmedida de remontas en las azoteas, por encima de cualquier otro criterio como el estético, buscando reducir costes y tiempo de construcción, o la densidad poblacional. En muchos casos, ni tan si quiera respetando los planteamientos, partiendo de la altura, de ángulos y retranqueos expuestos anteriormente, obteniendo, por consiguiente, aún más superficie construida, pero perdiendo la penetración del sol hasta los pisos más bajos. Por otro lado, las edificaciones de planta baja erigidas en el centro e interior de las manzanas se les permitió que dispusieran de una planta adicional encima.
Todo ello, propició que surgieran, popularmente, dos refranes que, a partir de las figuras de los dos arquitectos municipales con responsabilidades de urbanismo, José Soteras y Emilio Bordoy, muy socarronamente, ilustraban la especulación instaurada:

"Si quieres construir en las aceras, telefonea (o pregúntale) a Soteras".
"Si quieres construir hoy, telefonea (o pregúntale) a Bordoy."

Aún había un tercero, que se refería a Alfredo Briales Velasco, yerno del alcalde Porcioles, sin cargo directo en la corporación municipal, pero con evidentes lazos de influencia que, también decía:

"Si quieres edificar sobre los viales, pregúntale (o telefonea) a Briales"

### Proceso de densificación poblacional
Como no podía ser de otra manera, la aplicación de todas las medidas anteriores en pos de una mayor edificabilidad, se tradujo en un incremento exponencial de la densidad poblacional del ensanche barcelonés. Para poner cifras que nos permitan calibrar el alcance del decalaje entre la idea inicial de esponjar la población a lo largo del territorio por parte de Cerdá y el resultado final, podemos observar como actualmente la densidad es de, aproximadamente, 36.000 habitantes por kilómetro cuadrado, más que doblando la tasa del conjunto de la ciudad. Siendo, por tanto, significativamente elevada, sobre todo en términos de España y Europa, situándose incluso por encima de la de Hospitalet de Llobregat, el municipio con mayor densidad de Cataluña, o de otros niveles internacionales como los de Calcuta o Manhatan, ya considerados como altos.

## Recuperación interiores de manzana como zonas verdes(interiors d'illa)

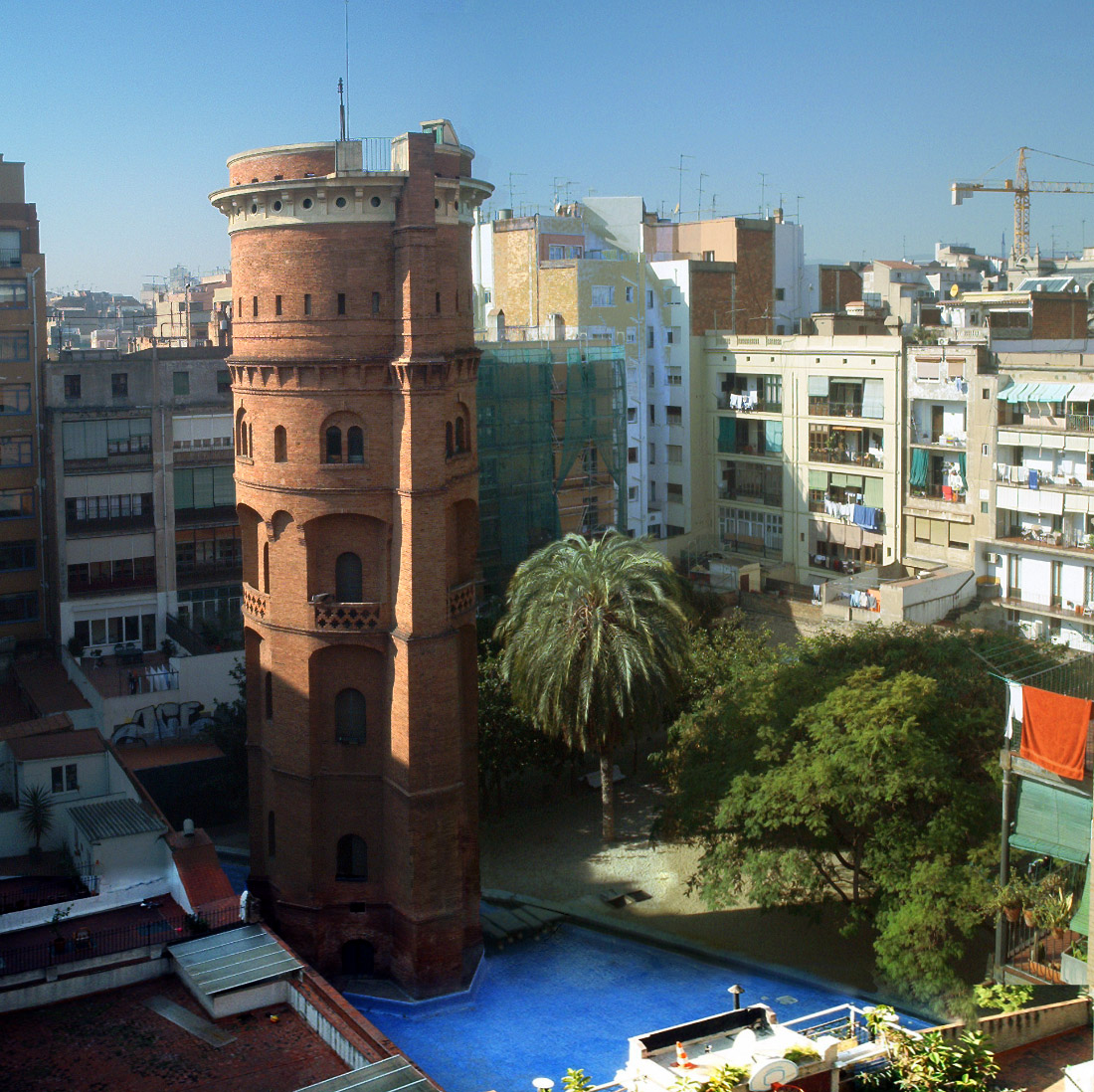
Jardines de la Torre de les Aigües

Con la restauración de la democràcia, en los años ochenta del siglo XX los primeros gobiernos municipales salidos de las urnas, liderados por los alcaldes Narcís Serra y, después, Pasqual Margall, buscaron, dentro de lo posible, revertir la perniciosa dinámica anterior, para intentar recuperar algo de la esencia inicial del Plan Cerdá. 
Una de las medidas, aunque de alcance reducido y testimonial, fue la recuperación, de forma lenta y progresiva, de interiores privados de manzanas como zonas verdes públicas de acceso directo desde la calle, conocidos como interiors d'Illa, en catalán, siendo rescatados para la ciutadania. Unido, en muchos casos, a la construcción de equipamientos públicos como ambulatorios (CAP), bibliotecas o centros culturales. El primero caso ejecutado fue, en el año 1987, con la apertura de los Jardines de la Torre de les Aigües, situados en la Calle Roger de Lluria, 56, remodelado en 2023. Ese mismo año, ascendían a un total 45 interiores abiertos al público, con el objetivo final de que los habitantes del Ensanche tengan, a menos de 200 metros de casa, una zona verde. Sin embargo, dista mucho de la pretensión inicial de Cerdá de que en cada manzana hubiera una zona verde, dado que, en todo el entramado, existen un total de 420 manzanas. Con las cifras del 2023, las recuperadas representan, tan solo, el 10% del total. 

## La relación del transporte público con el Plan Cerdá

### Un modelo radial con la Plaza de Cataluña en el centro
Una de las grandes aportaciones del Plan Cerdá fue que su trazado hipodámico facilitaba, simplificaba y agilizaba la movilidad en cualquiera de los sentidos, destacando la transversalidad de norte a sur. Paradójicamente, a lo largo de los años, a medida que se fueron implementando los diferentes medios de transporte público, tanto en superficie, tranvías, trolebuses y autobuses; como subterráneos, el caso del metro, no fue tenido en cuenta al establecer sus recorridos. El punto de referencia fue el centro de la ciudad, establecido en la Plaza de Cataluña y, por extensión, las cercanas plazas de la Universidad y de Urquinaona, produciéndose una convergencia y encuentro hacia ese punto triangular; dificultando, sobremanera la movilidad transversal. De tal forma que los barrios de la zona norte, centro y nordeste de Barcelona, los de una mayor cobertura; sin embargo, el sector noroeste, oeste y sur, una oferta reducida. En otras palabras, se decantó por un modelo de esquema radial, dándole la espalda a la cuadrícula de Cerdá, siendo uno de los mayores ejemplos prácticos del rechazo a su plan. Sin embargo, con el paso de las décadas, se tomarán medidas para enmendarlo. 

### Autobuses

#### Buses diurnos
Aún a principios del siglo XXI, el entramado de los autobuses diurnos, prácticamente, no respondía a ninguna racionalidad de conjunto, más allá de tener en cuenta el centro urbano, siendo, los trazados, heredados, en muchos casos, de los antiguos tranvías desaparecidos. Eso conllevaba que existiera una alta duplicidad, al coincidir distintas líneas en partes del trayecto, mientras otras zonas quedaban desatendidas, a partir de ahí se iban modificando las rutas o creando de nuevas según las carencias del momento, resultando un mapa muy intrincado. A su vez, no estaba bien resuelta la correspondencia entre autobuses ni con otros medios de transporte público.

##### Red Ortogonal de Autobuses
Por ello, a principios de los años diez del siglo XXI, el Ayuntamiento de Barcelona y Transportes Metropolitanos de Barcelona (TMB) decidieron que era el momento de que, una vez por todas, los autobuses diurnos rompieran con el esquema radial existente y partieran de la base del entramado planteado por Cerdá. Como los recorridos existentes guardaban poca relación con él, no era viable hacer pequeñas modificaciones de los mismos, se optó por hacer un gran replanteamiento muy ambicioso, partiendo de cero en algunos casos. En un inicio, el proyecto fue ideado, en 2010, por el alcalde Jordi Hereu, para ser modificado, ampliado y puesto en práctica por su sucesor, Xavier Trias. 

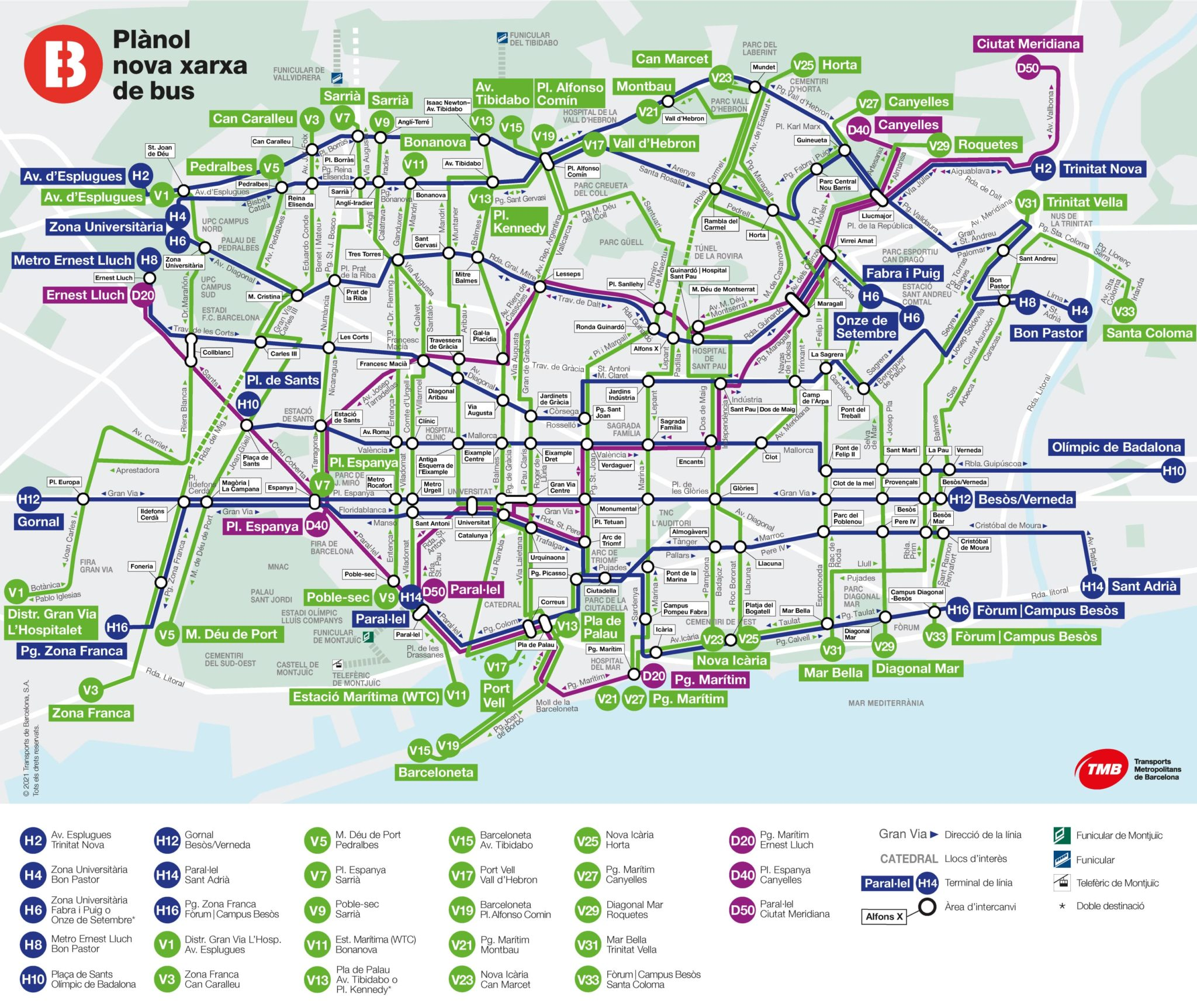
Mapa de la red ortogonal de autobuses, no salen representadas el resto de líneas no incluidas en dicho sistema.

Finalmente, el sistema organizativo tuvo el nombre oficial de Red Ortogonal de Autobuses fijando una total de 28 líneas. De ellas, 17 verticales, con la nomenclatura V y el color verde, las que discurren por las vías perpendiculares al mar; 8 horizontales, con la H y el color azul, las que lo hacen en paralelo al mar; y 3 diagonales, con D y el color lila, para las que discurren oblicuas en el entramado. A la nomenclatura V, H ó D les sucede, en cada caso, una numeración, a la V se le reserva los número impares, siendo ascendentes de sur a norte; a la H, los pares, siendo ascendentes de oeste a este; y a la D, los números múltiplos de 10, siendo ascendentes de sur a norte.
Su implementación fue progresiva por fases, la primera de ellas entró en servicio en octubre de 2012 y la última en noviembre de 2018. Al mismo tiempo, se conservaron, en algunos casos con modificaciones, otras líneas existentes, no siendo englobadas en dicho sistema, sobre todo, aquellas que daban cobertura en partes de la ciudad fuera de la cuadrícula. 
Estos cambios, junto con otros aplicados, permitieron optimizar los recursos existentes, reduciendo tiempos de frecuencia y de trayecto, aumentando la velocidad de circulación y mejorar la intercomunicación entre líneas de autobuses y otros medios de transporte público. Asimismo se simplificaba y facilitaba la comprensión de los recorridos. En suma, un modelo que recupera la esencia reticular del Plan de Cerdá. 

#### Buses nocturnos (Nitbus)

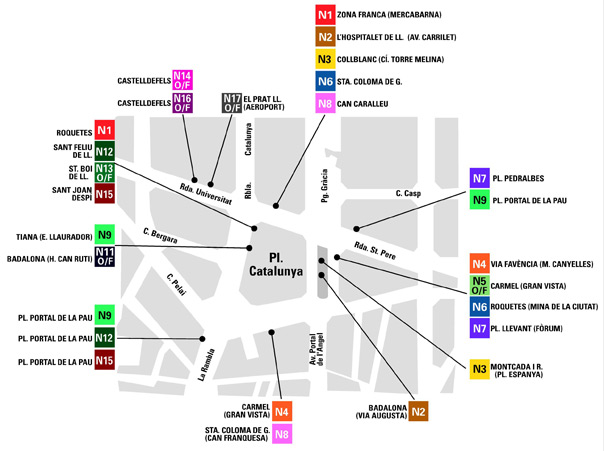
Paradas de las diferentes líneas de Nitbus en la Plaza de Cataluña o aledaños.

Si bien hubo precedentes aislados de líneas de autobús que prestaban servicio por la noche, no fue hasta el año 1959 que podemos hablar de la existencia, con entidad, de una red de autobuses nocturnos en Barcelona. Siguiendo la tradición histórica, las diferentes líneas establecen recorridos de patrón radial, con la Plaza de Cataluña, nuevamente, como epicentro. La actual red, conocida con el nombre de Nitbus, sigue regida, casi absolutamente, por este criterio. De hecho, de todas las líneas, dieciséis tienen parada en la Plaza de Cataluña, y sólo una de ellas, la N0, elude el tránsito por este punto de la ciudad.

### Metro
La gran mayoría de líneas de metro de la ciudad también se rigen por el sistema radial, transitando por el centro de la ciudad, siendo el caso de las líneas 1, 2, 3, 4 6 y 7; juntamente con la 11 y la 12, que, precisando, son una extensión de la 4 y la 6, respectivamente. Siendo la 1 y la 3 las primeras en construirse en la ciudad.

Mapa del metro de Barcelona, de esquema radial, y los tranvías existentes con la nomenclatura "T". En línea discontinua los nuevos tramos previstos para construir.

Únicamente se escapan de tal esquema, la Línea 5, que utiliza como eje central las Calles de Rossellón y de Provenza, recorriendo la ciudad transversalmente a media altura, siendo inaugurada progresivamente en los años sesenta y setenta del siglo XX, durante la alcaldía de José María de Porcioles, cuando las primeras líneas ya llevaban varias décadas en servicio. Y la Línea 8, que parte de la Plaza de España hacia Hospitalet de Llobregat, sólo disponiendo de 2 paradas en territorio barcelonés. 
A su vez, para paliar este déficit, a finales de los años noventa del siglo XX, el gobierno de la Generalidad de Cataluña, presidido por Jordi Pujol, planeó que, un nuevo metro, atravesara toda la parte superior de la urbe, es decir, el lado oeste, tomando como referencia la Ronda del Mig, plasmándose en las Líneas 9 y 10. Las obras empezaron en septiembre de 2003, a día de hoy siguen estando incompletas, aún en eterna construcción, sólo habiendo en circulación parte del recorrido en sus ramales inconexos Norte y Sur, en cada unos de los extremos de la ciudad. 

### Tranvía
A principios del siglo XXI la reinstauración, en el año 2004, del tranvía en Barcelona surgió de la idea de conectar la ciudad, mediante un conjunto de líneas, que la unieran, por un lado, con Hospitalet de Llobregat y varias poblaciones de la comarca del Bajo Llobregat, llevando la denominación de Trambaix; y, por otro lado, con los municipios de San Adrián de Besós y Badalona, esas líneas bajo el nombre de Trambesòs. En ambos casos, el trazado que discurre por Barcelona, se decidió que siguiera las principales vías ideadas por Cerdá, para el Trambaix, la Diagonal hasta la plaza de Francesc Macià; y para el Trambesòs, la Diagonal, la Gran Vía de las Cortes Catalanas y la Avenida Meridiana, convergiendo en la Plaza de la Glorias.  
Posteriormente se abrió un polémico y agrio debate, con firmes defensores como detractores, de si se tenían que unir ambos sistemas por la Diagonal. Para el año 2024 está previsto que entre en servicio el trayecto del Trambesòs hasta la Plaza de Verdaguer, la parte pendiente sigue a expensas del vivo debate. 